# Liga Națională de handbal feminin 2009-2010
Liga Națională de handbal feminin 2009-2010 a fost a 52-a ediție a primului eșalon valoric al campionatului național de handbal feminin românesc, respectiv a 13-a ediție în sistemul Ligii Naționale. Competiția a fost organizată de Federația Română de Handbal (FRH) și a fost câștigată de Oltchim Râmnicu Vâlcea, acesta fiind al 16-lea titlu de acest fel al echipei vâlcene. La finalul turneului, CS Rapid CFR București și CS Știința Bacău au retrogradat în Divizia A.
Sezonul 2009-2010 al Ligii Naționale de handbal feminin s-a desfășurat în sistem fiecare cu fiecare, cu tur și retur.

## Echipe participante
În sezonul 2009-2010 au promovat în Liga Națională echipele CS Știința Bacău și Universitatea Reșița, acestea două câștigând seriile A și B din Divizia A. Ele au luat locul celor două retrogradate la finalul sezonului 2008-2009, CSM Ploiești și KZN Slatina.
În total, în sezonul 2009-2010 al Ligii Naționale de handbal feminin au luat parte 14 echipe:
| - CS Oltchim Râmnicu Vâlcea - CS Rulmentul Urban Brașov - HC Dunărea Brăila - HCM Știința Baia Mare - HC Oțelul Galați - CS Tomis Constanța - CS Rapid CFR București | - HCM Roman - HC Zalău - CS HCM Hidroconcas Buzău - Universitatea Jolidon Cluj - CSM Cetate Devatrans Deva - CS Știința Bacău - Universitatea Reșița |

## Clasament
Clasamentul final la data de 12 mai 2010.
| Poz. | Echipa               | J  | V  | E | Î  | GM   | GP  | DG    | P  | Promovare sau retrogradare |
| ---- | -------------------- | -- | -- | - | -- | ---- | --- | ----- | -- | -------------------------- |
| 1    | Oltchim Vâlcea       | 26 | 26 | 0 | 0  | 1004 | 616 | + 388 | 52 |                            |
| 2    | „U” Jolidon Cluj     | 26 | 18 | 2 | 6  | 760  | 667 | + 93  | 38 |                            |
| 3    | Tomis Constanța      | 26 | 16 | 2 | 8  | 716  | 679 | + 37  | 34 |                            |
| 4    | HC Zalău             | 26 | 16 | 2 | 8  | 729  | 659 | + 70  | 34 |                            |
| 5    | HC Dunărea Brăila    | 26 | 16 | 1 | 9  | 734  | 673 | + 61  | 33 |                            |
| 6    | Știința Baia Mare    | 26 | 16 | 1 | 9  | 771  | 682 | + 89  | 33 |                            |
| 7    | HCM Roman            | 26 | 15 | 2 | 9  | 676  | 588 | + 88  | 32 |                            |
| 8    | Cetate Deva          | 26 | 12 | 1 | 13 | 694  | 711 | − 17  | 25 |                            |
| 9    | Oțelul Galați        | 26 | 10 | 1 | 15 | 686  | 717 | − 31  | 21 |                            |
| 10   | HCM Buzău2)          | 26 | 7  | 2 | 17 | 666  | 764 | − 98  | 16 |                            |
| 11   | Universitatea Reșița | 26 | 6  | 2 | 18 | 663  | 762 | − 99  | 14 |                            |
| 12   | Rulmentul Brașov1)   | 26 | 7  | 0 | 19 | 697  | 805 | − 108 | 14 |                            |
| ▼13  | Rapid București      | 26 | 5  | 1 | 20 | 707  | 980 | − 273 | 11 | Retrogradate în Divizia A  |
| ▼14  | Știința Bacău        | 26 | 3  | 1 | 22 | 637  | 837 | − 200 | 7  | Retrogradate în Divizia A  |

Note
1) Partida contra „U” Jolidon Cluj a fost prima dintr-o serie de cinci în care Rulmentul Brașov a folosit jucătoare care nu respectau cerințele de vârstă. Din acest motiv, echipa brașoveană a fost inițial penalizată de Comisia de Competiții a Federației Române de Handbal (FRH) cu pierderea tuturor celor cinci meciuri la „masa verde” (scor 0−10) și cu scăderea câte unui punct din clasament pentru fiecare din cele cinci. Această decizie a situat temporar Rulmentul pe locul 13, cu doar 1 punct, iar echipa din Brașov a făcut recurs. Pe 15 decembrie 2009, Consiliul de Administrație al FRH a admis parțial memoriul depus de Rulmentul, Întrucât Comisia de Competiții nu a atenționat după primul joc nerespectarea condițiilor de vârstă privind participarea în Liga Națională, și a omologat celelalte patru partide cu rezultatele înscrise în raportul de joc, menținând însă rezultatul de 0−10 de la „masa verde” și scăderea unui punct din clasament pentru partida din etapa a IV-a contra „U” Jolidon Cluj, deși Rulmentul câștigase pe teren cu scorul de 31−25 (11-12).
2) Echipă penalizată cu 1 punct pentru nerespectarea cerințelor de vârstă;

## Partide
Meciurile ediției 2009-10 a Ligii Naționale de handbal feminin s-au jucat în sistem fiecare cu fiecare, cu tur și retur, iar programul acestora a fost alcătuit după Tabela Berger. Calendarul competițional s-a stabilit prin tragere la sorți.

## Rezultate în tur
Date oficiale publicate de Federația Română de Handbal

### Etapa I
| 4 septembrie 2009 Digi Sport19:00 | Rulmentul Brașov | 30 – 24 | CSM Cetate Deva | Sala „Dumitru Popescu Colibași”, Brașov Arbitri: Fânață, Moldoveanu |
| 4 septembrie 2009 Digi Sport19:00 | Vârtic 8         | (14–14) | Cartaș 9        | Sala „Dumitru Popescu Colibași”, Brașov Arbitri: Fânață, Moldoveanu |
| 4 septembrie 2009 Digi Sport19:00 | Cronica          |         |                 | Sala „Dumitru Popescu Colibași”, Brașov Arbitri: Fânață, Moldoveanu |

| 5 septembrie 2009 10:30 | Rapid București | 21 – 41 | Știința Baia Mare | Sala „Rapid”, București Asistență: 200 Arbitri: Dima, Ichim |
| 5 septembrie 2009 10:30 | Ivan 5          | (10–20) | Balint 9          | Sala „Rapid”, București Asistență: 200 Arbitri: Dima, Ichim |
| 5 septembrie 2009 10:30 | Cronica         |         |                   | Sala „Rapid”, București Asistență: 200 Arbitri: Dima, Ichim |

| 5 septembrie 2009 11:00 | HC Dunărea Brăila | 39 – 24 | HCM Buzău | Sala Polivalentă „Danubius”, Brăila Arbitri: Duță, Florescu |
| 5 septembrie 2009 11:00 | Moldovan 8        | (21–13) |           | Sala Polivalentă „Danubius”, Brăila Arbitri: Duță, Florescu |
| 5 septembrie 2009 11:00 | Cronica           |         |           | Sala Polivalentă „Danubius”, Brăila Arbitri: Duță, Florescu |

| 5 septembrie 2009 11:00 | CS Știința Bacău | 20 – 27 | HCM Roman  | Sala Sporturilor, Bacău Arbitri: Băducu, Voicu |
| 5 septembrie 2009 11:00 | Burghel 9        | (12–14) | Tivadar 10 | Sala Sporturilor, Bacău Arbitri: Băducu, Voicu |
| 5 septembrie 2009 11:00 | Cronica          |         |            | Sala Sporturilor, Bacău Arbitri: Băducu, Voicu |

| 5 septembrie 2009 11:00 | HC Zalău            | 32 – 20 | Universitatea Reșița | Sala „Avram Iancu”, Zalău Arbitri: Barcan, Ciurea |
| 5 septembrie 2009 11:00 | Coadălată, Molfea 8 | (17–7)  |                      | Sala „Avram Iancu”, Zalău Arbitri: Barcan, Ciurea |
| 5 septembrie 2009 11:00 | Cronica             |         |                      | Sala „Avram Iancu”, Zalău Arbitri: Barcan, Ciurea |

| 5 septembrie 2009 17:30 | „U” Jolidon Cluj | 24 – 25 | CS Tomis Constanța | Sala Sporturilor „Horia Demian”, Cluj Arbitri: Bejenariu, Cârligeanu |
| 5 septembrie 2009 17:30 | Vintilă 12       | (10–11) | Tâlvâc 8           | Sala Sporturilor „Horia Demian”, Cluj Arbitri: Bejenariu, Cârligeanu |
| 5 septembrie 2009 17:30 | Cronica          |         |                    | Sala Sporturilor „Horia Demian”, Cluj Arbitri: Bejenariu, Cârligeanu |

| 8 septembrie 2009 20:30 | Oltchim Râmnicu Vâlcea | 37 – 24 | HC Oțelul Galați | Sala Sporturilor „Traian”, Râmnicu Vâlcea Asistență: 1.000 Arbitri: Eremia, Drăgănescu |
| 8 septembrie 2009 20:30 | Maier, Stanca 6        | (18–10) | Busuioceanu 10   | Sala Sporturilor „Traian”, Râmnicu Vâlcea Asistență: 1.000 Arbitri: Eremia, Drăgănescu |
| 8 septembrie 2009 20:30 | Cronica                |         |                  | Sala Sporturilor „Traian”, Râmnicu Vâlcea Asistență: 1.000 Arbitri: Eremia, Drăgănescu |

### Etapa a II-a
| 12 septembrie 2009 11:00 | CSM Cetate Deva | 33 – 34 | Știința Baia Mare | Sala Polivalentă, Deva Asistență: 200 Arbitri: Barbu, Nica |
| 12 septembrie 2009 11:00 | Moise 9         | (15–17) | Geiger 8          | Sala Polivalentă, Deva Asistență: 200 Arbitri: Barbu, Nica |
| 12 septembrie 2009 11:00 | 2×              | Cronica | 4×                | Sala Polivalentă, Deva Asistență: 200 Arbitri: Barbu, Nica |

| 12 septembrie 2009 11:00 | Universitatea Reșița | 42 – 27 | Rapid București | Sala Polivalentă, Reșița Arbitri: Marta, Hendrea |
| 12 septembrie 2009 11:00 | (21–10)              |         |                 | Sala Polivalentă, Reșița Arbitri: Marta, Hendrea |
| 12 septembrie 2009 11:00 | [ Cronica]           |         |                 | Sala Polivalentă, Reșița Arbitri: Marta, Hendrea |

| 12 septembrie 2009 11:00 | HC Oțelul Galați | 27 – 25 | HC Zalău          | Sala „Siderurgistul”, Galați Asistență: 300 Arbitri: Stark, Ștefan |
| 12 septembrie 2009 11:00 | Iacob 7          | (13–9)  | Băbeanu, Holhoș 6 | Sala „Siderurgistul”, Galați Asistență: 300 Arbitri: Stark, Ștefan |
| 12 septembrie 2009 11:00 | Cronica          |         |                   | Sala „Siderurgistul”, Galați Asistență: 300 Arbitri: Stark, Ștefan |

| 12 septembrie 2009 11:00 | HCM Roman | 21 – 23 | „U” Jolidon Cluj | Sala Polivalentă, Roman Arbitri: Pavel, State |
| 12 septembrie 2009 11:00 | Tivadar 9 | (8–13)  | Crap 6           | Sala Polivalentă, Roman Arbitri: Pavel, State |
| 12 septembrie 2009 11:00 | Cronica   |         |                  | Sala Polivalentă, Roman Arbitri: Pavel, State |

| 12 septembrie 2009 11:00 | HCM Buzău  | 27 – 27 | CS Știința Bacău | Sala „Romeo Iamandi”, Buzău Arbitri: Belean, Călina |
| 12 septembrie 2009 11:00 | (15–13)    |         |                  | Sala „Romeo Iamandi”, Buzău Arbitri: Belean, Călina |
| 12 septembrie 2009 11:00 | [ Cronica] |         |                  | Sala „Romeo Iamandi”, Buzău Arbitri: Belean, Călina |

| 12 septembrie 2009 11:00 | Rulmentul Brașov | 31 – 27 | HC Dunărea Brăila | Sala „Dumitru Popescu Colibași”, Brașov Arbitri: Duță, Florescu |
| 12 septembrie 2009 11:00 | Alexandrescu 8   | (15–13) | Moldovan 12       | Sala „Dumitru Popescu Colibași”, Brașov Arbitri: Duță, Florescu |
| 12 septembrie 2009 11:00 | Cronica          |         |                   | Sala „Dumitru Popescu Colibași”, Brașov Arbitri: Duță, Florescu |

| 12 septembrie 2009 Digi Sport12:00 | CS Tomis Constanța | 22 – 27 | Oltchim Râmnicu Vâlcea | Sala Polivalentă, Constanța Arbitri: Barcan, Ciurea |
| 12 septembrie 2009 Digi Sport12:00 | Tâlvâc 9           | (12–17) | Farcău 8               | Sala Polivalentă, Constanța Arbitri: Barcan, Ciurea |
| 12 septembrie 2009 Digi Sport12:00 | Cronica            |         |                        | Sala Polivalentă, Constanța Arbitri: Barcan, Ciurea |

### Etapa a III-a
| 16 septembrie 2009 17:00 | HC Dunărea Brăila | 32 – 27 | CSM Cetate Deva | Sala Polivalentă „Danubius”, Brăila Arbitri: Din, Dinu |
| 16 septembrie 2009 17:00 | (16–11)           |         |                 | Sala Polivalentă „Danubius”, Brăila Arbitri: Din, Dinu |
| 16 septembrie 2009 17:00 | [ Cronica]        |         |                 | Sala Polivalentă „Danubius”, Brăila Arbitri: Din, Dinu |

| 16 septembrie 2009 17:00 | CS Știința Bacău | 28 – 36 | Rulmentul Brașov | Sala Sporturilor, Bacău Arbitri: Hagiu, Gheorghiu |
| 16 septembrie 2009 17:00 | Burghel 10       | (11–18) | Gogoriță 7       | Sala Sporturilor, Bacău Arbitri: Hagiu, Gheorghiu |
| 16 septembrie 2009 17:00 | Cronica          |         |                  | Sala Sporturilor, Bacău Arbitri: Hagiu, Gheorghiu |

| 16 septembrie 2009 17:00 | Rapid București        | 25 – 37 | HC Oțelul Galați | Sala „Rapid”, București Arbitri: Moldoveanu, Georgescu |
| 16 septembrie 2009 17:00 | Busuioceanu, Cioaric 6 | (11–19) |                  | Sala „Rapid”, București Arbitri: Moldoveanu, Georgescu |
| 16 septembrie 2009 17:00 | Cronica                |         |                  | Sala „Rapid”, București Arbitri: Moldoveanu, Georgescu |

| 16 septembrie 2009 17:00 | Știința Baia Mare | 35 – 25 | Universitatea Reșița | Sala Sporturilor „Lascăr Pană”, Baia Mare Asistență: 700 Arbitri: Pop, Potora |
| 16 septembrie 2009 17:00 | Pîrvuț 6          | (15–10) | Lazăr 6              | Sala Sporturilor „Lascăr Pană”, Baia Mare Asistență: 700 Arbitri: Pop, Potora |
| 16 septembrie 2009 17:00 | 6×                | Cronica | 2×                   | Sala Sporturilor „Lascăr Pană”, Baia Mare Asistență: 700 Arbitri: Pop, Potora |

| 16 septembrie 2009 17:00 | „U” Jolidon Cluj | 37 – 23 | HCM Buzău | Sala Sporturilor „Horia Demian”, Cluj Arbitri: Dordea, Zăuleț |
| 16 septembrie 2009 17:00 | (16–18)          |         |           | Sala Sporturilor „Horia Demian”, Cluj Arbitri: Dordea, Zăuleț |
| 16 septembrie 2009 17:00 | [ Cronica]       |         |           | Sala Sporturilor „Horia Demian”, Cluj Arbitri: Dordea, Zăuleț |

| 16 septembrie 2009 Digi Sport17:30 | Oltchim Râmnicu Vâlcea | 35 – 23 | HCM Roman | Sala Sporturilor „Traian”, Râmnicu Vâlcea Arbitri: Anton, Năstase |
| 16 septembrie 2009 Digi Sport17:30 | Farcău 7               | (17–8)  |           | Sala Sporturilor „Traian”, Râmnicu Vâlcea Arbitri: Anton, Năstase |
| 16 septembrie 2009 Digi Sport17:30 | Cronica                |         |           | Sala Sporturilor „Traian”, Râmnicu Vâlcea Arbitri: Anton, Năstase |

| 16 septembrie 2009 Digi Sport19:00 | HC Zalău  | 27 – 22 | CS Tomis Constanța | Sala „Avram Iancu”, Zalău Arbitri: Pavel, State |
| 16 septembrie 2009 Digi Sport19:00 | Băbeanu 8 | (14–8)  | Țopa 5             | Sala „Avram Iancu”, Zalău Arbitri: Pavel, State |
| 16 septembrie 2009 Digi Sport19:00 | Cronica   |         |                    | Sala „Avram Iancu”, Zalău Arbitri: Pavel, State |

### Etapa a IV-a
| 3 octombrie 2009 11:00 | HCM Roman  | 29 – 25 | HC Zalău | Sala Polivalentă, Roman Arbitri: Harabagiu, Stănescu |
| 3 octombrie 2009 11:00 | (13–16)    |         |          | Sala Polivalentă, Roman Arbitri: Harabagiu, Stănescu |
| 3 octombrie 2009 11:00 | [ Cronica] |         |          | Sala Polivalentă, Roman Arbitri: Harabagiu, Stănescu |

| 3 octombrie 2009 11:00 | HCM Buzău | 20 – 44 | Oltchim Râmnicu Vâlcea | Sala „Romeo Iamandi”, Buzău Arbitri: Candidatu, Spătaru |
| 3 octombrie 2009 11:00 | Goran 7   | (9–22)  | Stanca 8               | Sala „Romeo Iamandi”, Buzău Arbitri: Candidatu, Spătaru |
| 3 octombrie 2009 11:00 | Cronica   |         |                        | Sala „Romeo Iamandi”, Buzău Arbitri: Candidatu, Spătaru |

| 3 octombrie 2009 11:00 | HC Dunărea Brăila | 33 – 21 | CS Știința Bacău | Sala Polivalentă „Danubius”, Brăila Arbitri: Teglas, Vasilescu |
| 3 octombrie 2009 11:00 | (16–10)           |         |                  | Sala Polivalentă „Danubius”, Brăila Arbitri: Teglas, Vasilescu |
| 3 octombrie 2009 11:00 | [ Cronica]        |         |                  | Sala Polivalentă „Danubius”, Brăila Arbitri: Teglas, Vasilescu |

| 3 octombrie 2009 11:00 | CS Tomis Constanța            | 45 – 26 | Rapid București | Sala Polivalentă, Constanța Arbitri: Gheorghiu, Hagiu |
| 3 octombrie 2009 11:00 | Iovănescu, Mateescu, Seifer 7 | (22–11) |                 | Sala Polivalentă, Constanța Arbitri: Gheorghiu, Hagiu |
| 3 octombrie 2009 11:00 | Cronica                       |         |                 | Sala Polivalentă, Constanța Arbitri: Gheorghiu, Hagiu |

| 3 octombrie 2009 18:00 | CSM Cetate Deva | 25 – 24 | Universitatea Reșița | Sala Polivalentă, Deva Arbitri: Blas, Ghiorghișor |
| 3 octombrie 2009 18:00 | (13–11)         |         |                      | Sala Polivalentă, Deva Arbitri: Blas, Ghiorghișor |
| 3 octombrie 2009 18:00 | [ Cronica]      |         |                      | Sala Polivalentă, Deva Arbitri: Blas, Ghiorghișor |

| 7 octombrie 2009 17:00 | HC Oțelul Galați | 24 – 23 | Știința Baia Mare | Sala „Siderurgistul”, Galați Asistență: 400 Arbitri: Pavel, State |
| 7 octombrie 2009 17:00 | Busuioceanu 9    | (12–11) | Kovacs 7          | Sala „Siderurgistul”, Galați Asistență: 400 Arbitri: Pavel, State |
| 7 octombrie 2009 17:00 | 1×               | Cronica | 1×                | Sala „Siderurgistul”, Galați Asistență: 400 Arbitri: Pavel, State |

| 10 octombrie 2009 11:00 | Rulmentul Brașov | 0 – 101) (31 - 25) | „U” Jolidon Cluj | Sala „Dumitru Popescu Colibași”, Brașov Arbitri: Marta, Hendrea |
| 10 octombrie 2009 11:00 | (11-12)          |                    |                  | Sala „Dumitru Popescu Colibași”, Brașov Arbitri: Marta, Hendrea |
| 10 octombrie 2009 11:00 | [ Cronica]       |                    |                  | Sala „Dumitru Popescu Colibași”, Brașov Arbitri: Marta, Hendrea |

### Etapa a V-a
| 21 octombrie 2009 18:00 | Oltchim Râmnicu Vâlcea | 31 – 25 | Rulmentul Brașov | Sala Sporturilor „Traian”, Râmnicu Vâlcea Asistență: 1.200 Arbitri: Belean, Călina |
| 21 octombrie 2009 18:00 | Neagu 6                | (15–13) | Barbosa 12       | Sala Sporturilor „Traian”, Râmnicu Vâlcea Asistență: 1.200 Arbitri: Belean, Călina |
| 21 octombrie 2009 18:00 | Cronica                |         |                  | Sala Sporturilor „Traian”, Râmnicu Vâlcea Asistență: 1.200 Arbitri: Belean, Călina |

| 24 octombrie 2009 11:00 | CS Știința Bacău  | 25 – 28 | CSM Cetate Deva  | Sala Sporturilor, Bacău Arbitri: Din, Dinu |
| 24 octombrie 2009 11:00 | Bondar, Burghel 8 | (14–16) | Bardac, Cartaș 7 | Sala Sporturilor, Bacău Arbitri: Din, Dinu |
| 24 octombrie 2009 11:00 | Cronica           |         |                  | Sala Sporturilor, Bacău Arbitri: Din, Dinu |

| 24 octombrie 2009 11:00 | HC Zalău   | 24 – 23 | HCM Buzău | Sala „Avram Iancu”, Zalău Arbitri: Pop, Potora |
| 24 octombrie 2009 11:00 | Ailincăi 5 | (12–7)  | Goran 7   | Sala „Avram Iancu”, Zalău Arbitri: Pop, Potora |
| 24 octombrie 2009 11:00 | Cronica    |         |           | Sala „Avram Iancu”, Zalău Arbitri: Pop, Potora |

| 24 octombrie 2009 11:00 | Rapid București | 18 – 39 | HCM Roman | Sala „Rapid”, București Arbitri: Candidatu, Spătaru |
| 24 octombrie 2009 11:00 | (9–19)          |         |           | Sala „Rapid”, București Arbitri: Candidatu, Spătaru |
| 24 octombrie 2009 11:00 | [ Cronica]      |         |           | Sala „Rapid”, București Arbitri: Candidatu, Spătaru |

| 24 octombrie 2009 11:00 | Știința Baia Mare | 28 – 21 | CS Tomis Constanța | Sala Sporturilor „Lascăr Pană”, Baia Mare Asistență: 700 Arbitri: Barbu, Nica |
| 24 octombrie 2009 11:00 | Balint-Hotea 9    | (15–10) | Mateescu, Tâlvâc 4 | Sala Sporturilor „Lascăr Pană”, Baia Mare Asistență: 700 Arbitri: Barbu, Nica |
| 24 octombrie 2009 11:00 | 3×                | Cronica | 3×                 | Sala Sporturilor „Lascăr Pană”, Baia Mare Asistență: 700 Arbitri: Barbu, Nica |

| 24 octombrie 2009 11:00 | Universitatea Reșița | 25 – 23 | HC Oțelul Galați | Sala Polivalentă, Reșița Arbitri: Fînață, Moldoveanu |
| 24 octombrie 2009 11:00 | (13–10)              |         |                  | Sala Polivalentă, Reșița Arbitri: Fînață, Moldoveanu |
| 24 octombrie 2009 11:00 | Cronica              |         |                  | Sala Polivalentă, Reșița Arbitri: Fînață, Moldoveanu |

| 24 octombrie 2009 17:00 | „U” Jolidon Cluj | 28 – 26 | HC Dunărea Brăila | Sala Sporturilor „Horia Demian”, Cluj Arbitri: Harabagiu, Stănescu |
| 24 octombrie 2009 17:00 | Vintilă 13       | (19–9)  | Moldovan 8        | Sala Sporturilor „Horia Demian”, Cluj Arbitri: Harabagiu, Stănescu |
| 24 octombrie 2009 17:00 | Cronica          |         |                   | Sala Sporturilor „Horia Demian”, Cluj Arbitri: Harabagiu, Stănescu |

### Etapa a VI-a
| 26 octombrie 2009 14:00 | Rulmentul Brașov | 26 – 31 | HC Zalău   | Sala „Dumitru Popescu Colibași”, Brașov Arbitri: Pavel, State |
| 26 octombrie 2009 14:00 | Gogîrlă 7        | (11–14) | Băbeanu 11 | Sala „Dumitru Popescu Colibași”, Brașov Arbitri: Pavel, State |
| 26 octombrie 2009 14:00 | Cronica          |         |            | Sala „Dumitru Popescu Colibași”, Brașov Arbitri: Pavel, State |

| 27 octombrie 2009 16:00 | HC Dunărea Brăila | 27 – 42 | Oltchim Râmnicu Vâlcea   | Sala Polivalentă „Danubius”, Brăila Asistență: 2.000 Arbitri: Stark, Ștefan |
| 27 octombrie 2009 16:00 | Moldovan 10       | (16–21) | Maier, Stanca, Vașciuk 6 | Sala Polivalentă „Danubius”, Brăila Asistență: 2.000 Arbitri: Stark, Ștefan |
| 27 octombrie 2009 16:00 | Cronica           |         |                          | Sala Polivalentă „Danubius”, Brăila Asistență: 2.000 Arbitri: Stark, Ștefan |

| 28 octombrie 2009 Digi Sport16:30 | HCM Roman        | 25 – 23 | Știința Baia Mare | Sala Polivalentă, Roman Arbitri: Din, Dinu |
| 28 octombrie 2009 Digi Sport16:30 | Mazur, Tivadar 6 | (14–11) | Geiger 6          | Sala Polivalentă, Roman Arbitri: Din, Dinu |
| 28 octombrie 2009 Digi Sport16:30 | 3× 1×            | Cronica | 6×                | Sala Polivalentă, Roman Arbitri: Din, Dinu |

| 31 octombrie 2009 11:00 | CS Tomis Constanța | 26 – 20 | Universitatea Reșița | Sala Polivalentă, Constanța Arbitri: Băducu, Voicu |
| 31 octombrie 2009 11:00 | Tâlvâc 9           | (13–9)  | Lazăr 6              | Sala Polivalentă, Constanța Arbitri: Băducu, Voicu |
| 31 octombrie 2009 11:00 | Cronica            |         |                      | Sala Polivalentă, Constanța Arbitri: Băducu, Voicu |

| 31 octombrie 2009 11:00 | HCM Buzău | 39 – 24 | Rapid București | Sala „Romeo Iamandi”, Buzău Arbitri: Dima, Ichim |
| 31 octombrie 2009 11:00 | Goran 12  | (20–11) |                 | Sala „Romeo Iamandi”, Buzău Arbitri: Dima, Ichim |
| 31 octombrie 2009 11:00 | Cronica   |         |                 | Sala „Romeo Iamandi”, Buzău Arbitri: Dima, Ichim |

| 31 octombrie 2009 11:00 | CS Știința Bacău | 23 – 32 | „U” Jolidon Cluj | Sala Sporturilor, Bacău Arbitri: Duță, Florescu |
| 31 octombrie 2009 11:00 | Bondar 8         | (9–18)  | Vintilă 10       | Sala Sporturilor, Bacău Arbitri: Duță, Florescu |
| 31 octombrie 2009 11:00 | Cronica          |         |                  | Sala Sporturilor, Bacău Arbitri: Duță, Florescu |

| 31 octombrie 2009 17:00 | CSM Cetate Deva | 34 – 23 | HC Oțelul Galați | Sala Polivalentă, Deva Arbitri: Barcan, Ciurea |
| 31 octombrie 2009 17:00 | (18–11)         |         |                  | Sala Polivalentă, Deva Arbitri: Barcan, Ciurea |
| 31 octombrie 2009 17:00 | [ Cronica]      |         |                  | Sala Polivalentă, Deva Arbitri: Barcan, Ciurea |

### Etapa a VII-a
| 3 noiembrie 2009 17:00 | HC Zalău  | 26 – 26 | HC Dunărea Brăila | Sala „Avram Iancu”, Zalău Asistență: 500 Arbitri: Barbu, Nica |
| 3 noiembrie 2009 17:00 | Holhoș 10 | (10–13) | Jenőfi 9          | Sala „Avram Iancu”, Zalău Asistență: 500 Arbitri: Barbu, Nica |
| 3 noiembrie 2009 17:00 | Cronica   |         |                   | Sala „Avram Iancu”, Zalău Asistență: 500 Arbitri: Barbu, Nica |

| 4 noiembrie 2009 16:00 | Rapid București | 24 – 42 | Rulmentul Brașov | Sala „Rapid”, București Arbitri: Teglas, Vasilescu |
| 4 noiembrie 2009 16:00 | (7–22)          |         |                  | Sala „Rapid”, București Arbitri: Teglas, Vasilescu |
| 4 noiembrie 2009 16:00 | [ Cronica]      |         |                  | Sala „Rapid”, București Arbitri: Teglas, Vasilescu |

| 4 noiembrie 2009 17:00 | Știința Baia Mare | 32 – 28 | HCM Buzău | Sala Sporturilor „Lascăr Pană”, Baia Mare Asistență: 700 Arbitri: Mokany, Pop |
| 4 noiembrie 2009 17:00 | Geiger 10         | (19–14) | Rusu 8    | Sala Sporturilor „Lascăr Pană”, Baia Mare Asistență: 700 Arbitri: Mokany, Pop |
| 4 noiembrie 2009 17:00 | 5×                | Cronica | 3×        | Sala Sporturilor „Lascăr Pană”, Baia Mare Asistență: 700 Arbitri: Mokany, Pop |

| 4 noiembrie 2009 18:00 | Oltchim Râmnicu Vâlcea | 41 – 22 | CS Știința Bacău | Sala Sporturilor „Traian”, Râmnicu Vâlcea Arbitri: Georgescu, Moldoveanu |
| 4 noiembrie 2009 18:00 | Nechita 10             | (19–11) | Bondar 7         | Sala Sporturilor „Traian”, Râmnicu Vâlcea Arbitri: Georgescu, Moldoveanu |
| 4 noiembrie 2009 18:00 | Cronica                |         |                  | Sala Sporturilor „Traian”, Râmnicu Vâlcea Arbitri: Georgescu, Moldoveanu |

| 7 noiembrie 2009 11:00 | „U” Jolidon Cluj | 30 – 28 | CSM Cetate Deva | Sala Sporturilor „Horia Demian”, Cluj Arbitri: Iliescu, Manea |
| 7 noiembrie 2009 11:00 | Vintilă 13       | (17–13) | Cartaș 16       | Sala Sporturilor „Horia Demian”, Cluj Arbitri: Iliescu, Manea |
| 7 noiembrie 2009 11:00 |                  | Cronica | 1×              | Sala Sporturilor „Horia Demian”, Cluj Arbitri: Iliescu, Manea |

| 7 noiembrie 2009 11:00 | Universitatea Reșița | 22 – 22 | HCM Roman | Sala Polivalentă, Reșița Arbitri: Pavel, State |
| 7 noiembrie 2009 11:00 | Toma 6               | (12–11) |           | Sala Polivalentă, Reșița Arbitri: Pavel, State |
| 7 noiembrie 2009 11:00 | Cronica              |         |           | Sala Polivalentă, Reșița Arbitri: Pavel, State |

| 7 noiembrie 2009 11:00 | HC Oțelul Galați | 24 – 21 | CS Tomis Constanța | Sala „Siderurgistul”, Galați Asistență: 400 Arbitri: Dordea, Zăuleț |
| 7 noiembrie 2009 11:00 | (10–12)          |         |                    | Sala „Siderurgistul”, Galați Asistență: 400 Arbitri: Dordea, Zăuleț |
| 7 noiembrie 2009 11:00 | [ Cronica]       |         |                    | Sala „Siderurgistul”, Galați Asistență: 400 Arbitri: Dordea, Zăuleț |

### Etapa a VIII-a
| 11 noiembrie 2009 15:00 | HC Dunărea Brăila | 40 – 24 | Rapid București | Sala Polivalentă „Danubius”, Brăila Arbitri: Nacu, Rucoi |
| 11 noiembrie 2009 15:00 | (20–17)           |         |                 | Sala Polivalentă „Danubius”, Brăila Arbitri: Nacu, Rucoi |
| 11 noiembrie 2009 15:00 | [ Cronica]        |         |                 | Sala Polivalentă „Danubius”, Brăila Arbitri: Nacu, Rucoi |

| 11 noiembrie 2009 17:00 | HCM Roman | 30 – 23 | HC Oțelul Galați | Sala Polivalentă, Roman Arbitri: Duță, Florescu |
| 11 noiembrie 2009 17:00 | Mazur 10  | (16–9)  | Cioaric 8        | Sala Polivalentă, Roman Arbitri: Duță, Florescu |
| 11 noiembrie 2009 17:00 | Cronica   |         |                  | Sala Polivalentă, Roman Arbitri: Duță, Florescu |

| 11 noiembrie 2009 17:00 | CS Știința Bacău | 25 – 30 | HC Zalău          | Sala „Orizont”, Bacău Asistență: 250 Arbitri: Băducu, Voicu |
| 11 noiembrie 2009 17:00 | Marin 8          | (9–11)  | Băbeanu, Holhoș 7 | Sala „Orizont”, Bacău Asistență: 250 Arbitri: Băducu, Voicu |
| 11 noiembrie 2009 17:00 | Cronica          |         |                   | Sala „Orizont”, Bacău Asistență: 250 Arbitri: Băducu, Voicu |

| 11 noiembrie 2009 17:00 | Rulmentul Brașov         | 29 – 38 | Știința Baia Mare | Sala „Dumitru Popescu Colibași”, Brașov Asistență: 150 Arbitri: Harabagiu, Stănescu |
| 11 noiembrie 2009 17:00 | Alexandrescu, Cherăscu 6 | (12–24) | Pomohaci 9        | Sala „Dumitru Popescu Colibași”, Brașov Asistență: 150 Arbitri: Harabagiu, Stănescu |
| 11 noiembrie 2009 17:00 | 4×                       | Cronica | 5×                | Sala „Dumitru Popescu Colibași”, Brașov Asistență: 150 Arbitri: Harabagiu, Stănescu |

| 11 noiembrie 2009 18:00 | HCM Buzău  | 22 – 21 | Universitatea Reșița | Sala „Romeo Iamandi”, Buzău Arbitri: Barbu, Nica |
| 11 noiembrie 2009 18:00 | (11–6)     |         |                      | Sala „Romeo Iamandi”, Buzău Arbitri: Barbu, Nica |
| 11 noiembrie 2009 18:00 | [ Cronica] |         |                      | Sala „Romeo Iamandi”, Buzău Arbitri: Barbu, Nica |

| 11 noiembrie 2009 18:00 | CSM Cetate Deva | 30 – 29 | CS Tomis Constanța | Sala Polivalentă, Deva Asistență: 300 Arbitri: Stark, Ștefan |
| 11 noiembrie 2009 18:00 | Cartaș 12       | (14–13) | Mateescu 9         | Sala Polivalentă, Deva Asistență: 300 Arbitri: Stark, Ștefan |
| 11 noiembrie 2009 18:00 | Cronica         |         |                    | Sala Polivalentă, Deva Asistență: 300 Arbitri: Stark, Ștefan |

| 28 decembrie 2009 16:00 | „U” Jolidon Cluj | 27 – 33 | Oltchim Râmnicu Vâlcea | Sala Sporturilor „Horia Demian”, Cluj Asistență: 700 Arbitri: Gheorghiu, Hagiu |
| 28 decembrie 2009 16:00 | Vintilă 7        | (16–14) | Stanca 8               | Sala Sporturilor „Horia Demian”, Cluj Asistență: 700 Arbitri: Gheorghiu, Hagiu |
| 28 decembrie 2009 16:00 | Cronica          |         |                        | Sala Sporturilor „Horia Demian”, Cluj Asistență: 700 Arbitri: Gheorghiu, Hagiu |

### Etapa a IX-a
| 5 ianuarie 2010 18:00 | Oltchim Râmnicu Vâlcea | 34 – 18 | CSM Cetate Deva | Sala Sporturilor „Traian”, Râmnicu Vâlcea Arbitri: Spătaru, Candidatu |
| 5 ianuarie 2010 18:00 | Stanca 8               | (17–8)  | Cartaș 6        | Sala Sporturilor „Traian”, Râmnicu Vâlcea Arbitri: Spătaru, Candidatu |
| 5 ianuarie 2010 18:00 | Cronica                |         |                 | Sala Sporturilor „Traian”, Râmnicu Vâlcea Arbitri: Spătaru, Candidatu |

| 8 ianuarie 2010 Digi Sport18:00 | HC Zalău  | 27 – 24 | „U” Jolidon Cluj | Sala „Avram Iancu”, Zalău Arbitri: Marta, Hendrea |
| 8 ianuarie 2010 Digi Sport18:00 | Holhoș 11 | (13–13) | Vintilă 8        | Sala „Avram Iancu”, Zalău Arbitri: Marta, Hendrea |
| 8 ianuarie 2010 Digi Sport18:00 | Cronica   |         |                  | Sala „Avram Iancu”, Zalău Arbitri: Marta, Hendrea |

| 9 ianuarie 2010 11:00 | Rapid București | 32 – 23 | CS Știința Bacău | Sala „Rapid”, București Arbitri: Belean, Călina |
| 9 ianuarie 2010 11:00 | Stancu 11       | (17–9)  | Vântu 6          | Sala „Rapid”, București Arbitri: Belean, Călina |
| 9 ianuarie 2010 11:00 | Cronica         |         |                  | Sala „Rapid”, București Arbitri: Belean, Călina |

| 9 ianuarie 2010 11:00 | Știința Baia Mare   | 24 – 27 | HC Dunărea Brăila | Sala Sporturilor „Lascăr Pană”, Baia Mare Arbitri: Stark, Ștefan |
| 9 ianuarie 2010 11:00 | Amariei, Pomohaci 5 | (12–14) | Moldovan 9        | Sala Sporturilor „Lascăr Pană”, Baia Mare Arbitri: Stark, Ștefan |
| 9 ianuarie 2010 11:00 | 3×                  | Cronica | 4×                | Sala Sporturilor „Lascăr Pană”, Baia Mare Arbitri: Stark, Ștefan |

| 9 ianuarie 2010 11:00 | Universitatea Reșița | 34 – 24 | Rulmentul Brașov     | Sala Polivalentă, Reșița Arbitri: Barcan, Ciurea |
| 9 ianuarie 2010 11:00 | Roiban 10            | (17–12) | Cherăscu, Gogoriță 7 | Sala Polivalentă, Reșița Arbitri: Barcan, Ciurea |
| 9 ianuarie 2010 11:00 | Cronica              |         |                      | Sala Polivalentă, Reșița Arbitri: Barcan, Ciurea |

| 9 ianuarie 2010 12:00 | HC Oțelul Galați | 27 – 28 | HCM Buzău | Sala „Siderurgistul”, Galați Asistență: 400 Arbitri: Duță, Florescu |
| 9 ianuarie 2010 12:00 | Țăcălie 7        | (12–14) | Horjea 9  | Sala „Siderurgistul”, Galați Asistență: 400 Arbitri: Duță, Florescu |
| 9 ianuarie 2010 12:00 |                  | Cronica | 4×        | Sala „Siderurgistul”, Galați Asistență: 400 Arbitri: Duță, Florescu |

| 9 ianuarie 2010 Digi Sport13:00 | CS Tomis Constanța | 20 – 19 | HCM Roman | Sala Polivalentă, Constanța Arbitri: Din, Dinu |
| 9 ianuarie 2010 Digi Sport13:00 | (10–8)             |         |           | Sala Polivalentă, Constanța Arbitri: Din, Dinu |
| 9 ianuarie 2010 Digi Sport13:00 | Cronica            |         |           | Sala Polivalentă, Constanța Arbitri: Din, Dinu |

### Etapa a X-a
| 13 ianuarie 2010 18:00 | Oltchim Râmnicu Vâlcea | 36 – 24 | HC Zalău | Sala Sporturilor „Traian”, Râmnicu Vâlcea Arbitri: Barbu, Nica |
| 13 ianuarie 2010 18:00 | Maier 11               | (21–16) | Holhoș 9 | Sala Sporturilor „Traian”, Râmnicu Vâlcea Arbitri: Barbu, Nica |
| 13 ianuarie 2010 18:00 | Cronica                |         |          | Sala Sporturilor „Traian”, Râmnicu Vâlcea Arbitri: Barbu, Nica |

| 16 ianuarie 2010 11:00 | HCM Buzău | 26 – 33 | CS Tomis Constanța | Sala „Romeo Iamandi”, Buzău Arbitri: Blas, Ghiorghișor |
| 16 ianuarie 2010 11:00 | Rusu 6    | (14–15) | Busuioceanu 12     | Sala „Romeo Iamandi”, Buzău Arbitri: Blas, Ghiorghișor |
| 16 ianuarie 2010 11:00 | Cronica   |         |                    | Sala „Romeo Iamandi”, Buzău Arbitri: Blas, Ghiorghișor |

| 16 ianuarie 2010 11:00 | Rulmentul Brașov | 29 – 35 | HC Oțelul Galați | Sala „Dumitru Popescu Colibași”, Brașov Asistență: 300 Arbitri: Băducu, Voicu |
| 16 ianuarie 2010 11:00 | Cherăscu 14      | (13–18) | Gheorghe 8       | Sala „Dumitru Popescu Colibași”, Brașov Asistență: 300 Arbitri: Băducu, Voicu |
| 16 ianuarie 2010 11:00 | Cronica          |         |                  | Sala „Dumitru Popescu Colibași”, Brașov Asistență: 300 Arbitri: Băducu, Voicu |

| 16 ianuarie 2010 11:00 | HC Dunărea Brăila   | 32 – 25 | Universitatea Reșița | Sala Polivalentă „Danubius”, Brăila Asistență: 1.000 Arbitri: Harabagiu, Stănescu |
| 16 ianuarie 2010 11:00 | Jenőfi, Moldovan 11 | (16–14) |                      | Sala Polivalentă „Danubius”, Brăila Asistență: 1.000 Arbitri: Harabagiu, Stănescu |
| 16 ianuarie 2010 11:00 | Cronica             |         |                      | Sala Polivalentă „Danubius”, Brăila Asistență: 1.000 Arbitri: Harabagiu, Stănescu |

| 16 ianuarie 2010 11:00 | CS Știința Bacău | 27 – 30 | Știința Baia Mare | Sala „Orizont”, Bacău Asistență: 200 Arbitri: Dima, Ichim |
| 16 ianuarie 2010 11:00 | Burghel 10       | (13–15) | Geiger 9          | Sala „Orizont”, Bacău Asistență: 200 Arbitri: Dima, Ichim |
| 16 ianuarie 2010 11:00 | 2×               | Cronica | 5×                | Sala „Orizont”, Bacău Asistență: 200 Arbitri: Dima, Ichim |

| 16 ianuarie 2010 11:00 | „U” Jolidon Cluj | 44 – 27 | Rapid București | Sala Sporturilor „Horia Demian”, Cluj Arbitri: Moldoveanu, Georgescu |
| 16 ianuarie 2010 11:00 | Vintilă 11       | (22–11) | Stancu 7        | Sala Sporturilor „Horia Demian”, Cluj Arbitri: Moldoveanu, Georgescu |
| 16 ianuarie 2010 11:00 | Cronica          |         |                 | Sala Sporturilor „Horia Demian”, Cluj Arbitri: Moldoveanu, Georgescu |

| 16 ianuarie 2010 18:00 | CSM Cetate Deva | 0 – 10 | HCM Roman | Sala Polivalentă, Deva Arbitri: Pavel, State |
| 16 ianuarie 2010 18:00 | Cronica         |        |           | Sala Polivalentă, Deva Arbitri: Pavel, State |
| 16 ianuarie 2010 18:00 |                 |        |           | Sala Polivalentă, Deva Arbitri: Pavel, State |

Echipa gazdă, Cetate Deva, a fost penalizată de FRH cu pierderea jocului cu 0-10 la „masa verde” din cauza lipsei de la sală a unei ambulanțe și a unui medic de ambulanță, condiție obligatorie în timpul partidelor.

### Etapa a XI-a
| 23 ianuarie 2010 11:00 | Universitatea Reșița | 31 – 27 | CS Știința Bacău | Sala Polivalentă, Reșița Arbitri: Pop, Mokany |
| 23 ianuarie 2010 11:00 | Cricleviț 10         | (12–13) | Burghel 8        | Sala Polivalentă, Reșița Arbitri: Pop, Mokany |
| 23 ianuarie 2010 11:00 | Cronica              |         |                  | Sala Polivalentă, Reșița Arbitri: Pop, Mokany |

| 23 ianuarie 2010 11:00 | HC Oțelul Galați | 24 – 28 | HC Dunărea Brăila | Sala „Siderurgistul”, Galați Arbitri: Bejenariu, Cârligeanu |
| 23 ianuarie 2010 11:00 | Țăcălie 7        | (11–14) | Moldovan 10       | Sala „Siderurgistul”, Galați Arbitri: Bejenariu, Cârligeanu |
| 23 ianuarie 2010 11:00 | 3×               | Cronica | 4×                | Sala „Siderurgistul”, Galați Arbitri: Bejenariu, Cârligeanu |

| 23 ianuarie 2010 11:00 | HC Zalău | 22 – 20 | CSM Cetate Deva | Sala „Avram Iancu”, Zalău Arbitri: Fânață, Moldoveanu |
| 23 ianuarie 2010 11:00 | Czeczi 8 | (11–16) | Diniș-Vârtic 7  | Sala „Avram Iancu”, Zalău Arbitri: Fânață, Moldoveanu |
| 23 ianuarie 2010 11:00 | Cronica  |         |                 | Sala „Avram Iancu”, Zalău Arbitri: Fânață, Moldoveanu |

| 23 ianuarie 2010 11:00 | Știința Baia Mare | 22 – 22 | „U” Jolidon Cluj | Sala Sporturilor „Lascăr Pană”, Baia Mare Asistență: 1.500 Arbitri: Pavel, State |
| 23 ianuarie 2010 11:00 | Geiger            | (12–12) | Vintilă 8        | Sala Sporturilor „Lascăr Pană”, Baia Mare Asistență: 1.500 Arbitri: Pavel, State |
| 23 ianuarie 2010 11:00 | 3×                | Cronica | 3×               | Sala Sporturilor „Lascăr Pană”, Baia Mare Asistență: 1.500 Arbitri: Pavel, State |

| 23 ianuarie 2010 11:00 | CS Tomis Constanța | 34 – 26 | Rulmentul Brașov | Sala Polivalentă, Constanța Arbitri: Anton, Cristea |
| 23 ianuarie 2010 11:00 |                    | (19–13) | Cherăscu 15      | Sala Polivalentă, Constanța Arbitri: Anton, Cristea |
| 23 ianuarie 2010 11:00 | Cronica            |         |                  | Sala Polivalentă, Constanța Arbitri: Anton, Cristea |

| 23 ianuarie 2010 11:00 | HCM Roman  | 33 – 20 | HCM Buzău | Sala Polivalentă, Roman Arbitri: Dordea, Zăuleț |
| 23 ianuarie 2010 11:00 | (14–11)    |         |           | Sala Polivalentă, Roman Arbitri: Dordea, Zăuleț |
| 23 ianuarie 2010 11:00 | [ Cronica] |         |           | Sala Polivalentă, Roman Arbitri: Dordea, Zăuleț |

| 23 ianuarie 2010 12:00 | Rapid București | 17 – 49 | Oltchim Râmnicu Vâlcea | Sala „Rapid”, București Arbitri: Candidatu, Spătaru |
| 23 ianuarie 2010 12:00 |                 | (10–23) | Stanca 9               | Sala „Rapid”, București Arbitri: Candidatu, Spătaru |
| 23 ianuarie 2010 12:00 | Cronica         |         |                        | Sala „Rapid”, București Arbitri: Candidatu, Spătaru |

### Etapa a XII-a
| 27 ianuarie 2010 14:00 | HC Zalău | 45 – 17 | Rapid București | Sala „Avram Iancu”, Zalău Arbitri: Pintea, Sas |
| 27 ianuarie 2010 14:00 | Czeczi 8 | (21–8)  | Dobrin 5        | Sala „Avram Iancu”, Zalău Arbitri: Pintea, Sas |
| 27 ianuarie 2010 14:00 | Cronica  |         |                 | Sala „Avram Iancu”, Zalău Arbitri: Pintea, Sas |

| 27 ianuarie 2010 Digi Sport16:00 | HC Dunărea Brăila | 27 – 24 | CS Tomis Constanța | Sala Polivalentă „Danubius”, Brăila Arbitri: Pavel, State |
| 27 ianuarie 2010 Digi Sport16:00 | Moldovan 13       | (15–12) | Tîlvîc 6           | Sala Polivalentă „Danubius”, Brăila Arbitri: Pavel, State |
| 27 ianuarie 2010 Digi Sport16:00 | Cronica           |         |                    | Sala Polivalentă „Danubius”, Brăila Arbitri: Pavel, State |

| 27 ianuarie 2010 17:00 | Rulmentul Brașov | 25 – 38 | HCM Roman | Sala „Dumitru Popescu Colibași”, Brașov Asistență: 1.000 Arbitri: Blaj, Ghiorghișor |
| 27 ianuarie 2010 17:00 | Teodorescu 8     | (14–20) | Pop 11    | Sala „Dumitru Popescu Colibași”, Brașov Asistență: 1.000 Arbitri: Blaj, Ghiorghișor |
| 27 ianuarie 2010 17:00 | Cronica          |         |           | Sala „Dumitru Popescu Colibași”, Brașov Asistență: 1.000 Arbitri: Blaj, Ghiorghișor |

| 27 ianuarie 2010 17:00 | CS Știința Bacău | 26 – 28 | HC Oțelul Galați | Sala „Orizont”, Bacău Asistență: 200 Arbitri: Hagiu, Gheorghiu |
| 27 ianuarie 2010 17:00 | Marin 8          | (15–15) | Țăcălie 7        | Sala „Orizont”, Bacău Asistență: 200 Arbitri: Hagiu, Gheorghiu |
| 27 ianuarie 2010 17:00 | Cronica          |         |                  | Sala „Orizont”, Bacău Asistență: 200 Arbitri: Hagiu, Gheorghiu |

| 27 ianuarie 2010 17:00 | „U” Jolidon Cluj           | 39 – 26 | Universitatea Reșița | Sala Sporturilor „Horia Demian”, Cluj Arbitri: Fînață, Moldoveanu |
| 27 ianuarie 2010 17:00 | Crap, Vintilă, Paraschiv 7 | (19–12) |                      | Sala Sporturilor „Horia Demian”, Cluj Arbitri: Fînață, Moldoveanu |
| 27 ianuarie 2010 17:00 | Cronica                    |         |                      | Sala Sporturilor „Horia Demian”, Cluj Arbitri: Fînață, Moldoveanu |

| 27 ianuarie 2010 17:00 | Oltchim Râmnicu Vâlcea | 34 – 30 | Știința Baia Mare | Sala Sporturilor „Traian”, Râmnicu Vâlcea Arbitri: Nacu, Rucoi |
| 27 ianuarie 2010 17:00 | Stanca 10              | (20–14) | Gieger 9          | Sala Sporturilor „Traian”, Râmnicu Vâlcea Arbitri: Nacu, Rucoi |
| 27 ianuarie 2010 17:00 | 2×                     | Cronica | 4× 1×             | Sala Sporturilor „Traian”, Râmnicu Vâlcea Arbitri: Nacu, Rucoi |

| 27 ianuarie 2010 18:00 | CSM Cetate Deva | 33 – 26 | HCM Buzău | Sala Polivalentă, Deva Arbitri: Belean, Călina |
| 27 ianuarie 2010 18:00 | (16–13)         |         |           | Sala Polivalentă, Deva Arbitri: Belean, Călina |
| 27 ianuarie 2010 18:00 | Cronica         |         |           | Sala Polivalentă, Deva Arbitri: Belean, Călina |

### Etapa a XIII-a
| 29 ianuarie 2010 10:30 | Rapid București | 28 – 31 | CSM Cetate Deva | Sala „Rapid”, București Arbitri: Eremia, Drăgănescu |
| 29 ianuarie 2010 10:30 | Gogîrlă 11      | (14–17) | Cartaș 12       | Sala „Rapid”, București Arbitri: Eremia, Drăgănescu |
| 29 ianuarie 2010 10:30 | Cronica         |         |                 | Sala „Rapid”, București Arbitri: Eremia, Drăgănescu |

| 30 ianuarie 2010 11:00 | Știința Baia Mare | 29 – 32 | HC Zalău  | Sala Sporturilor „Lascăr Pană”, Baia Mare Asistență: 1.500 Arbitri: Barbu, Nica |
| 30 ianuarie 2010 11:00 | Geiger 11         | (13–16) | Czeczi 11 | Sala Sporturilor „Lascăr Pană”, Baia Mare Asistență: 1.500 Arbitri: Barbu, Nica |
| 30 ianuarie 2010 11:00 | 8× 1×             | Cronica | 8× 2×     | Sala Sporturilor „Lascăr Pană”, Baia Mare Asistență: 1.500 Arbitri: Barbu, Nica |

| 30 ianuarie 2010 11:00 | Universitatea Reșița | 21 – 36 | Oltchim Râmnicu Vâlcea | Sala Polivalentă, Reșița Asistență: 1.600 Arbitri: Duță, Florescu |
| 30 ianuarie 2010 11:00 | Toma 8               | (10–14) | Pușcașu 7              | Sala Polivalentă, Reșița Asistență: 1.600 Arbitri: Duță, Florescu |
| 30 ianuarie 2010 11:00 | Cronica              |         |                        | Sala Polivalentă, Reșița Asistență: 1.600 Arbitri: Duță, Florescu |

| 30 ianuarie 2010 11:00 | HC Oțelul Galați | 23 – 25 | „U” Jolidon Cluj | Sala „Siderurgistul”, Galați Arbitri: Manea, Iliescu |
| 30 ianuarie 2010 11:00 | Țăcălie 7        | (11–10) | Dincă, Vintilă 6 | Sala „Siderurgistul”, Galați Arbitri: Manea, Iliescu |
| 30 ianuarie 2010 11:00 | 4×               | Cronica | 2×               | Sala „Siderurgistul”, Galați Arbitri: Manea, Iliescu |

| 30 ianuarie 2010 11:00 | CS Tomis Constanța | 38 – 29 | CS Știința Bacău | Sala Polivalentă, Constanța Arbitri: Dima, Ichim |
| 30 ianuarie 2010 11:00 |                    | (16–16) | Chiper 11        | Sala Polivalentă, Constanța Arbitri: Dima, Ichim |
| 30 ianuarie 2010 11:00 | Cronica            |         |                  | Sala Polivalentă, Constanța Arbitri: Dima, Ichim |

| 30 ianuarie 2010 11:00 | HCM Roman  | 24 – 15 | HC Dunărea Brăila | Sala Polivalentă, Roman Arbitri: Băducu, Voicu |
| 30 ianuarie 2010 11:00 | (10–11)    |         |                   | Sala Polivalentă, Roman Arbitri: Băducu, Voicu |
| 30 ianuarie 2010 11:00 | [ Cronica] |         |                   | Sala Polivalentă, Roman Arbitri: Băducu, Voicu |

| 30 ianuarie 2010 11:00 | HCM Buzău | 30 – 26 | Rulmentul Brașov | Sala „Romeo Iamandi”, Buzău Arbitri: Georgescu, Moldoveanu |
| 30 ianuarie 2010 11:00 |           | (14–8)  | Cherăscu 10      | Sala „Romeo Iamandi”, Buzău Arbitri: Georgescu, Moldoveanu |
| 30 ianuarie 2010 11:00 |           | Cronica | 10×              | Sala „Romeo Iamandi”, Buzău Arbitri: Georgescu, Moldoveanu |

## Rezultate în retur
Date oficiale publicate de Federația Română de Handbal

### Etapa a XIV-a
| 3 februarie 2010 12:00 | HCM Buzău  | 24 – 22 | HC Dunărea Brăila | Sala „Romeo Iamandi”, Buzău Arbitri: Barcan, Ciurea |
| 3 februarie 2010 12:00 | (12–12)    |         |                   | Sala „Romeo Iamandi”, Buzău Arbitri: Barcan, Ciurea |
| 3 februarie 2010 12:00 | [ Cronica] |         |                   | Sala „Romeo Iamandi”, Buzău Arbitri: Barcan, Ciurea |

| 3 februarie 2010 Digi Sport16:00 | CS Tomis Constanța    | 26 – 30 | „U” Jolidon Cluj | Sala Polivalentă, Constanța Arbitri: Bejenariu, Cîrligeanu |
| 3 februarie 2010 Digi Sport16:00 | Busuioceanu, Tîlvîc 6 | (13–15) | Vintilă 11       | Sala Polivalentă, Constanța Arbitri: Bejenariu, Cîrligeanu |
| 3 februarie 2010 Digi Sport16:00 | Cronica               |         |                  | Sala Polivalentă, Constanța Arbitri: Bejenariu, Cîrligeanu |

| 3 februarie 2010 17:00 | Știința Baia Mare | 33 – 25 | Rapid București | Sala Sporturilor „Lascăr Pană”, Baia Mare Asistență: 1.000 Arbitri: Fînață, Moldoveanu |
| 3 februarie 2010 17:00 | Geiger, Rudics 6  | (14–13) | Gogîrlă 9       | Sala Sporturilor „Lascăr Pană”, Baia Mare Asistență: 1.000 Arbitri: Fînață, Moldoveanu |
| 3 februarie 2010 17:00 | 8× 1×             | Cronica | 1×              | Sala Sporturilor „Lascăr Pană”, Baia Mare Asistență: 1.000 Arbitri: Fînață, Moldoveanu |

| 6 februarie 2010 11:00 | HCM Roman | 35 – 18 | CS Știința Bacău | Sala Polivalentă, Roman Arbitri: Dinu, Șerbu |
| 6 februarie 2010 11:00 | Tivadar 8 | (17–10) | Ivan, Burghel 4  | Sala Polivalentă, Roman Arbitri: Dinu, Șerbu |
| 6 februarie 2010 11:00 | Cronica   |         |                  | Sala Polivalentă, Roman Arbitri: Dinu, Șerbu |

| 6 februarie 2010 11:00 | Universitatea Reșița | 24 – 23 | HC Zalău         | Sala Polivalentă, Reșița Asistență: 500 Arbitri: Belean, Călina |
| 6 februarie 2010 11:00 | Toma 10              | (12–11) | Holhoș, Czeczi 6 | Sala Polivalentă, Reșița Asistență: 500 Arbitri: Belean, Călina |
| 6 februarie 2010 11:00 | Cronica              |         |                  | Sala Polivalentă, Reșița Asistență: 500 Arbitri: Belean, Călina |

| 6 februarie 2010 18:00 | CSM Cetate Deva | 32 – 25 | Rulmentul Brașov | Sala Polivalentă, Deva Arbitri: Duță, Florescu |
| 6 februarie 2010 18:00 | (15–10)         |         |                  | Sala Polivalentă, Deva Arbitri: Duță, Florescu |
| 6 februarie 2010 18:00 | [ Cronica]      |         |                  | Sala Polivalentă, Deva Arbitri: Duță, Florescu |

| 8 februarie 2010 11:00 | HC Oțelul Galați  | 25 – 34 | Oltchim Râmnicu Vâlcea | Sala „Siderurgistul”, Galați Arbitri: Hagiu, Gheorghiu |
| 8 februarie 2010 11:00 | Artean, Grigore 7 | (12–20) | Stanca 8               | Sala „Siderurgistul”, Galați Arbitri: Hagiu, Gheorghiu |
| 8 februarie 2010 11:00 | 1×                | Cronica | 1×                     | Sala „Siderurgistul”, Galați Arbitri: Hagiu, Gheorghiu |

### Etapa a XV-a
| 10 februarie 2010 11:00 | HC Dunărea Brăila | 31 – 21 | Rulmentul Brașov | Sala Polivalentă „Danubius”, Brăila Arbitri: Hagiu, Gheorghiu |
| 10 februarie 2010 11:00 | (15–12)           |         |                  | Sala Polivalentă „Danubius”, Brăila Arbitri: Hagiu, Gheorghiu |
| 10 februarie 2010 11:00 | [ Cronica]        |         |                  | Sala Polivalentă „Danubius”, Brăila Arbitri: Hagiu, Gheorghiu |

| 10 februarie 2010 17:00 | Știința Baia Mare | 29 – 22 | CSM Cetate Deva               | Sala Sporturilor „Lascăr Pană”, Baia Mare Asistență: 1.000 Arbitri: Belean, Călina |
| 10 februarie 2010 17:00 | Geiger 12         | (15–11) | Cartaș, Diniș-Vârtic, Moise 4 | Sala Sporturilor „Lascăr Pană”, Baia Mare Asistență: 1.000 Arbitri: Belean, Călina |
| 10 februarie 2010 17:00 | 4×                | Cronica | 3×                            | Sala Sporturilor „Lascăr Pană”, Baia Mare Asistență: 1.000 Arbitri: Belean, Călina |

| 13 februarie 2010 10:30 | Rapid București | 33 – 29 | Universitatea Reșița | Sala „Rapid”, București Arbitri: Anton, Cristea |
| 13 februarie 2010 10:30 | Gogîrlă 8       | (13–14) | Toma 10              | Sala „Rapid”, București Arbitri: Anton, Cristea |
| 13 februarie 2010 10:30 | Cronica         |         |                      | Sala „Rapid”, București Arbitri: Anton, Cristea |

| 13 februarie 2010 11:00 | HC Zalău  | 26 – 25 | HC Oțelul Galați | Sala „Avram Iancu”, Zalău Arbitri: Băducu, Voicu |
| 13 februarie 2010 11:00 | Holhoș 12 | (16–12) | Artean 8         | Sala „Avram Iancu”, Zalău Arbitri: Băducu, Voicu |
| 13 februarie 2010 11:00 | Cronica   |         |                  | Sala „Avram Iancu”, Zalău Arbitri: Băducu, Voicu |

| 13 februarie 2010 11:00 | CS Știința Bacău | 24 – 22 | HCM Buzău | Sala „Orizont”, Bacău Arbitri: Pop, Mokany |
| 13 februarie 2010 11:00 | Matei 8          | (14–10) | Rusu 8    | Sala „Orizont”, Bacău Arbitri: Pop, Mokany |
| 13 februarie 2010 11:00 | Cronica          |         |           | Sala „Orizont”, Bacău Arbitri: Pop, Mokany |

| 13 februarie 2010 Digi Sport14:00 | „U” Jolidon Cluj | 31 – 32 | HCM Roman | Sala Sporturilor „Horia Demian”, Cluj Arbitri: Barcan, Ciurea |
| 13 februarie 2010 Digi Sport14:00 | Vintilă 7        | (15–19) | Pop 8     | Sala Sporturilor „Horia Demian”, Cluj Arbitri: Barcan, Ciurea |
| 13 februarie 2010 Digi Sport14:00 | Cronica          |         |           | Sala Sporturilor „Horia Demian”, Cluj Arbitri: Barcan, Ciurea |

| 16 februarie 2010 17:30 | Oltchim Râmnicu Vâlcea | 44 – 25 | CS Tomis Constanța | Sala Sporturilor „Traian”, Râmnicu Vâlcea Arbitri: Blas, Ghiorghișor |
| 16 februarie 2010 17:30 | Stanca 8               | (22–12) | Druțu 10           | Sala Sporturilor „Traian”, Râmnicu Vâlcea Arbitri: Blas, Ghiorghișor |
| 16 februarie 2010 17:30 | Cronica                |         |                    | Sala Sporturilor „Traian”, Râmnicu Vâlcea Arbitri: Blas, Ghiorghișor |

### Etapa a XVI-a
| 20 februarie 2010 11:00 | Rulmentul Brașov | 29 – 27 | CS Știința Bacău | Sala „Dumitru Popescu Colibași”, Brașov Arbitri: Fânață, Moldoveanu |
| 20 februarie 2010 11:00 | Teodorescu 11    | (14–16) | Chiper 11        | Sala „Dumitru Popescu Colibași”, Brașov Arbitri: Fânață, Moldoveanu |
| 20 februarie 2010 11:00 | Cronica          |         |                  | Sala „Dumitru Popescu Colibași”, Brașov Arbitri: Fânață, Moldoveanu |

| 20 februarie 2010 11:00 | HCM Buzău  | 22 – 32 | „U” Jolidon Cluj | Sala „Romeo Iamandi”, Buzău Arbitri: Dinu, Șerbu |
| 20 februarie 2010 11:00 | (8–13)     |         |                  | Sala „Romeo Iamandi”, Buzău Arbitri: Dinu, Șerbu |
| 20 februarie 2010 11:00 | [ Cronica] |         |                  | Sala „Romeo Iamandi”, Buzău Arbitri: Dinu, Șerbu |

| 20 februarie 2010 11:00 | CS Tomis Constanța | 27 – 18 | HC Zalău        | Sala Polivalentă, Constanța Arbitri: Din, Dinu |
| 20 februarie 2010 11:00 | Druțu 8            | (12–11) | Șomoi, Țurcaș 4 | Sala Polivalentă, Constanța Arbitri: Din, Dinu |
| 20 februarie 2010 11:00 | 1× 1×              | Cronica |                 | Sala Polivalentă, Constanța Arbitri: Din, Dinu |

| 20 februarie 2010 11:00 | HC Oțelul Galați | 30 – 31 | Rapid București | Sala „Siderurgistul”, Galați Arbitri: Pop, Mokany |
| 20 februarie 2010 11:00 | (13–15)          |         |                 | Sala „Siderurgistul”, Galați Arbitri: Pop, Mokany |
| 20 februarie 2010 11:00 | [ Cronica]       |         |                 | Sala „Siderurgistul”, Galați Arbitri: Pop, Mokany |

| 20 februarie 2010 11:00 | Universitatea Reșița | 25 – 31 | Știința Baia Mare | Sala Polivalentă, Reșița Asistență: 500 Arbitri: Duță, Florescu |
| 20 februarie 2010 11:00 | Cricleviț 11         | (16–14) | Geiger 10         | Sala Polivalentă, Reșița Asistență: 500 Arbitri: Duță, Florescu |
| 20 februarie 2010 11:00 | 2×                   | Cronica | 4×                | Sala Polivalentă, Reșița Asistență: 500 Arbitri: Duță, Florescu |

| 20 februarie 2010 18:00 | CSM Cetate Deva | 27 – 23 | HC Dunărea Brăila | Sala Polivalentă, Deva Arbitri: Dordea, Zăuleț |
| 20 februarie 2010 18:00 | (11–8)          |         |                   | Sala Polivalentă, Deva Arbitri: Dordea, Zăuleț |
| 20 februarie 2010 18:00 | [ Cronica]      |         |                   | Sala Polivalentă, Deva Arbitri: Dordea, Zăuleț |

| 24 februarie 2010 16:00 | HCM Roman  | 19 – 27 | Oltchim Râmnicu Vâlcea | Sala Polivalentă, Roman Arbitri: Marta, Hendrea |
| 24 februarie 2010 16:00 | (8–17)     |         |                        | Sala Polivalentă, Roman Arbitri: Marta, Hendrea |
| 24 februarie 2010 16:00 | [ Cronica] |         |                        | Sala Polivalentă, Roman Arbitri: Marta, Hendrea |

### Etapa a XVII-a
| 27 februarie 2010 11:00 | Oltchim Râmnicu Vâlcea | 45 – 24 | HCM Buzău | Sala Sporturilor „Traian”, Râmnicu Vâlcea Arbitri: Gorina, Melencu |
| 27 februarie 2010 11:00 | Nechita 9              | (23–11) |           | Sala Sporturilor „Traian”, Râmnicu Vâlcea Arbitri: Gorina, Melencu |
| 27 februarie 2010 11:00 | Cronica                |         |           | Sala Sporturilor „Traian”, Râmnicu Vâlcea Arbitri: Gorina, Melencu |

| 3 martie 2010 17:00 | „U” Jolidon Cluj | 35 – 24 | Rulmentul Brașov | Sala Sporturilor „Horia Demian”, Cluj Arbitri: Anton, Năstase |
| 3 martie 2010 17:00 | Paraschiv 11     | (17–13) | Cherăscu 9       | Sala Sporturilor „Horia Demian”, Cluj Arbitri: Anton, Năstase |
| 3 martie 2010 17:00 | Cronica          |         |                  | Sala Sporturilor „Horia Demian”, Cluj Arbitri: Anton, Năstase |

| 4 martie 2010 16:00 | Rapid București | 28 – 28 | CS Tomis Constanța | Sala „Rapid”, București Arbitri: Belean, Călina |
| 4 martie 2010 16:00 | (11–13)         |         |                    | Sala „Rapid”, București Arbitri: Belean, Călina |
| 4 martie 2010 16:00 | [ Cronica]      |         |                    | Sala „Rapid”, București Arbitri: Belean, Călina |

| 4 martie 2010 16:00 | HC Zalău | 29 – 20 | HCM Roman | Sala „Avram Iancu”, Zalău Arbitri: Harabagiu, Stănescu |
| 4 martie 2010 16:00 | Holhoș 9 | (16–10) | Timaru 5  | Sala „Avram Iancu”, Zalău Arbitri: Harabagiu, Stănescu |
| 4 martie 2010 16:00 | Cronica  |         |           | Sala „Avram Iancu”, Zalău Arbitri: Harabagiu, Stănescu |

| 4 martie 2010 17:00 | Universitatea Reșița | 26 – 28 | CSM Cetate Deva | Sala Polivalentă, Reșița Asistență: 400 Arbitri: Pavel, State |
| 4 martie 2010 17:00 | Lazăr 11             | (15–14) | Cartaș 10       | Sala Polivalentă, Reșița Asistență: 400 Arbitri: Pavel, State |
| 4 martie 2010 17:00 | 1× 2×                | Cronica | 3× 3×           | Sala Polivalentă, Reșița Asistență: 400 Arbitri: Pavel, State |

| 4 martie 2010 17:00 | Știința Baia Mare | 32 – 25 | HC Oțelul Galați | Sala Sporturilor „Lascăr Pană”, Baia Mare Arbitri: Drăgănescu, Eremia |
| 4 martie 2010 17:00 | Geiger 8          | (15–13) | Țăcălie 12       | Sala Sporturilor „Lascăr Pană”, Baia Mare Arbitri: Drăgănescu, Eremia |
| 4 martie 2010 17:00 | 2×                | Cronica | 3×               | Sala Sporturilor „Lascăr Pană”, Baia Mare Arbitri: Drăgănescu, Eremia |

| 4 martie 2010 17:00 | CS Știința Bacău  | 22 – 30 | HC Dunărea Brăila | Sala „Orizont”, Bacău Arbitri: Iliescu, Manea |
| 4 martie 2010 17:00 | Burghel, Chiper 4 | (10–17) | Brot 8            | Sala „Orizont”, Bacău Arbitri: Iliescu, Manea |
| 4 martie 2010 17:00 | Cronica           |         |                   | Sala „Orizont”, Bacău Arbitri: Iliescu, Manea |

### Etapa a XVIII-a
| 7 martie 2010 11:00 | CS Tomis Constanța | 27 – 26 | Știința Baia Mare | Sala Polivalentă, Constanța Arbitri: Băducu, Voicu |
| 7 martie 2010 11:00 | Busuioceanu 6      | (16–16) | Geiger 11         | Sala Polivalentă, Constanța Arbitri: Băducu, Voicu |
| 7 martie 2010 11:00 | Cronica            |         |                   | Sala Polivalentă, Constanța Arbitri: Băducu, Voicu |

| 7 martie 2010 11:00 | HCM Buzău  | 26 – 26 | HC Zalău | Sala „Avram Iancu”, Zalău Arbitri: Anton, Cristea |
| 7 martie 2010 11:00 | (12–15)    |         |          | Sala „Avram Iancu”, Zalău Arbitri: Anton, Cristea |
| 7 martie 2010 11:00 | [ Cronica] |         |          | Sala „Avram Iancu”, Zalău Arbitri: Anton, Cristea |

| 7 martie 2010 11:00 | HC Oțelul Galați | 32 – 28 | Universitatea Reșița | Sala „Siderurgistul”, Galați Arbitri: Stark, Ștefan |
| 7 martie 2010 11:00 | (16–12)          |         |                      | Sala „Siderurgistul”, Galați Arbitri: Stark, Ștefan |
| 7 martie 2010 11:00 | [ Cronica]       |         |                      | Sala „Siderurgistul”, Galați Arbitri: Stark, Ștefan |

| 7 martie 2010 Digi Sport12:00 | HC Dunărea Brăila | 29 – 30 | „U” Jolidon Cluj | Sala Polivalentă „Danubius”, Brăila Arbitri: Duță, Florescu |
| 7 martie 2010 Digi Sport12:00 | (12–13)           |         |                  | Sala Polivalentă „Danubius”, Brăila Arbitri: Duță, Florescu |
| 7 martie 2010 Digi Sport12:00 | [ Cronica]        |         |                  | Sala Polivalentă „Danubius”, Brăila Arbitri: Duță, Florescu |

| 7 martie 2010 18:00 | CSM Cetate Deva | 35 – 21 | CS Știința Bacău | Sala Polivalentă, Deva Arbitri: Teglas, Vasilescu |
| 7 martie 2010 18:00 | (16–10)         |         |                  | Sala Polivalentă, Deva Arbitri: Teglas, Vasilescu |
| 7 martie 2010 18:00 | Cronica         |         |                  | Sala Polivalentă, Deva Arbitri: Teglas, Vasilescu |

| 8 martie 2010 11:00 | Rulmentul Brașov | 22 – 49 | Oltchim Râmnicu Vâlcea | Sala „Dumitru Popescu Colibași”, Brașov Asistență: 400 Arbitri: Dima, Ichim |
| 8 martie 2010 11:00 | Cherăscu 9       | (10–26) | Nechita, Stanca 11     | Sala „Dumitru Popescu Colibași”, Brașov Asistență: 400 Arbitri: Dima, Ichim |
| 8 martie 2010 11:00 | Cronica          |         |                        | Sala „Dumitru Popescu Colibași”, Brașov Asistență: 400 Arbitri: Dima, Ichim |

| 10 martie 2010 17:00 | HCM Roman | 38 – 24 | Rapid București | Sala Polivalentă, Roman Arbitri: Barcan, Ciurea |
| 10 martie 2010 17:00 | Stoleru 6 | (19–11) |                 | Sala Polivalentă, Roman Arbitri: Barcan, Ciurea |
| 10 martie 2010 17:00 | Cronica   |         |                 | Sala Polivalentă, Roman Arbitri: Barcan, Ciurea |

### Etapa a XIX-a
| 13 martie 2010 10:30 | Rapid București | 36 – 35 | HCM Buzău | Sala „Rapid”, București Arbitri: Barbu, Nica |
| 13 martie 2010 10:30 | Gogîrlă 13      | (17–19) | Geană 8   | Sala „Rapid”, București Arbitri: Barbu, Nica |
| 13 martie 2010 10:30 | Cronica         |         |           | Sala „Rapid”, București Arbitri: Barbu, Nica |

| 13 martie 2010 11:00 | HC Oțelul Galați | 24 – 23 | CSM Cetate Deva | Sala „Siderurgistul”, Galați Arbitri: Pavel, State |
| 13 martie 2010 11:00 | (12–11)          |         |                 | Sala „Siderurgistul”, Galați Arbitri: Pavel, State |
| 13 martie 2010 11:00 | [ Cronica]       |         |                 | Sala „Siderurgistul”, Galați Arbitri: Pavel, State |

| 13 martie 2010 11:00 | Universitatea Reșița | 25 – 25 | CS Tomis Constanța | Sala Polivalentă, Reșița Asistență: 400 Arbitri: Marta, Hendrea |
| 13 martie 2010 11:00 | Toma 7               | (13–11) | Mateescu 6         | Sala Polivalentă, Reșița Asistență: 400 Arbitri: Marta, Hendrea |
| 13 martie 2010 11:00 | 1× 3×                | Cronica | 3× 3×              | Sala Polivalentă, Reșița Asistență: 400 Arbitri: Marta, Hendrea |

| 13 martie 2010 11:00 | Știința Baia Mare | 27 – 19 | HCM Roman        | Sala Sporturilor „Lascăr Pană”, Baia Mare Asistență: 800 Arbitri: Duță, Florescu |
| 13 martie 2010 11:00 | Klimek 7          | (14–10) | Gherman, Mazur 4 | Sala Sporturilor „Lascăr Pană”, Baia Mare Asistență: 800 Arbitri: Duță, Florescu |
| 13 martie 2010 11:00 | 3×                | Cronica | 3×               | Sala Sporturilor „Lascăr Pană”, Baia Mare Asistență: 800 Arbitri: Duță, Florescu |

| 13 martie 2010 11:00 | HC Zalău  | 32 – 24 | Rulmentul Brașov | Sala „Avram Iancu”, Zalău Arbitri: Barcan, Ciurea |
| 13 martie 2010 11:00 | Holhoș 14 | (18–9)  | Abramiuc 7       | Sala „Avram Iancu”, Zalău Arbitri: Barcan, Ciurea |
| 13 martie 2010 11:00 | Cronica   |         |                  | Sala „Avram Iancu”, Zalău Arbitri: Barcan, Ciurea |

| 13 martie 2010 11:00 | „U” Jolidon Cluj | 32 – 24 | CS Știința Bacău  | Sala Sporturilor „Horia Demian”, Cluj Arbitri: Iliescu, Manea |
| 13 martie 2010 11:00 | Dincă, Vintilă 5 | (13–11) | Burghel, Chiper 7 | Sala Sporturilor „Horia Demian”, Cluj Arbitri: Iliescu, Manea |
| 13 martie 2010 11:00 | Cronica          |         |                   | Sala Sporturilor „Horia Demian”, Cluj Arbitri: Iliescu, Manea |

| 16 martie 2010 16:00 | Oltchim Râmnicu Vâlcea | 39 – 24 | HC Dunărea Brăila  | Sala Sporturilor „Traian”, Râmnicu Vâlcea Arbitri: Drăgănescu, Eremia |
| 16 martie 2010 16:00 | Gatzel, Stanca 7       | (20–14) | Jenőfi, Moldovan 7 | Sala Sporturilor „Traian”, Râmnicu Vâlcea Arbitri: Drăgănescu, Eremia |
| 16 martie 2010 16:00 | Cronica                |         |                    | Sala Sporturilor „Traian”, Râmnicu Vâlcea Arbitri: Drăgănescu, Eremia |

### Etapa a XX-a
| 25 februarie 2010 11:00 | CS Știința Bacău       | 22 – 45 | Oltchim Râmnicu Vâlcea | Sala „Orizont”, Bacău Asistență: 1.000 Arbitri: Duță, Florescu |
| 25 februarie 2010 11:00 | Burghel, Marin, Nigă 5 | (12–20) | Stanca 8               | Sala „Orizont”, Bacău Asistență: 1.000 Arbitri: Duță, Florescu |
| 25 februarie 2010 11:00 | Cronica                |         |                        | Sala „Orizont”, Bacău Asistență: 1.000 Arbitri: Duță, Florescu |

| 20 martie 2010 11:00 | HC Dunărea Brăila | 26 – 18 | HC Zalău         | Sala Polivalentă „Danubius”, Brăila Arbitri: Bejenariu, Cârligeanu |
| 20 martie 2010 11:00 |                   | (14–6)  | Holhoș, Molfea 4 | Sala Polivalentă „Danubius”, Brăila Arbitri: Bejenariu, Cârligeanu |
| 20 martie 2010 11:00 | 2×                | Cronica |                  | Sala Polivalentă „Danubius”, Brăila Arbitri: Bejenariu, Cârligeanu |

| 20 martie 2010 Digi Sport11:00 | Rulmentul Brașov | 28 – 35 | Rapid București | Sala „Dumitru Popescu Colibași”, Brașov Asistență: 1.200 Arbitri: Marta, Hendrea |
| 20 martie 2010 Digi Sport11:00 | Cherăscu 9       | (15–17) | Gogîrlă 9       | Sala „Dumitru Popescu Colibași”, Brașov Asistență: 1.200 Arbitri: Marta, Hendrea |
| 20 martie 2010 Digi Sport11:00 | Cronica          |         |                 | Sala „Dumitru Popescu Colibași”, Brașov Asistență: 1.200 Arbitri: Marta, Hendrea |

| 20 martie 2010 11:00 | HCM Buzău | 23 – 24 | Știința Baia Mare | Sala „Romeo Iamandi”, Buzău Asistență: 1.000 Arbitri: Barcan, Ciurea |
| 20 martie 2010 11:00 | Lipan 6   | (12–11) | Geiger, Rudics 6  | Sala „Romeo Iamandi”, Buzău Asistență: 1.000 Arbitri: Barcan, Ciurea |
| 20 martie 2010 11:00 | 2×        | Cronica | 1×                | Sala „Romeo Iamandi”, Buzău Asistență: 1.000 Arbitri: Barcan, Ciurea |

| 20 martie 2010 11:00 | HCM Roman  | 33 – 22 | Universitatea Reșița | Sala Polivalentă, Roman Arbitri: Băducu, Voicu |
| 20 martie 2010 11:00 | (14–8)     |         |                      | Sala Polivalentă, Roman Arbitri: Băducu, Voicu |
| 20 martie 2010 11:00 | [ Cronica] |         |                      | Sala Polivalentă, Roman Arbitri: Băducu, Voicu |

| 20 martie 2010 11:00 | CS Tomis Constanța | 29 – 26 | HC Oțelul Galați | Sala Polivalentă, Constanța Arbitri: Barbu, Nica |
| 20 martie 2010 11:00 | Tîlvîc 6           | (18–16) | Țăcălie 8        | Sala Polivalentă, Constanța Arbitri: Barbu, Nica |
| 20 martie 2010 11:00 | Cronica            |         |                  | Sala Polivalentă, Constanța Arbitri: Barbu, Nica |

| 20 martie 2010 18:00 | CSM Cetate Deva | 29 – 29 | „U” Jolidon Cluj | Sala Polivalentă, Deva Arbitri: Belean, Călina |
| 20 martie 2010 18:00 | Cartaș 10       | (17–12) | Dincă 8          | Sala Polivalentă, Deva Arbitri: Belean, Călina |
| 20 martie 2010 18:00 | Cronica         |         |                  | Sala Polivalentă, Deva Arbitri: Belean, Călina |

### Etapa a XXI-a
| 10 aprilie 2010 10:30 | Rapid București | 33 – 41 | HC Dunărea Brăila | Sala „Rapid”, București Arbitri: Harabagiu, Stănescu |
| 10 aprilie 2010 10:30 | (20–21)         |         |                   | Sala „Rapid”, București Arbitri: Harabagiu, Stănescu |
| 10 aprilie 2010 10:30 | [ Cronica]      |         |                   | Sala „Rapid”, București Arbitri: Harabagiu, Stănescu |

| 10 aprilie 2010 11:00 | CS Tomis Constanța | 25 – 19 | CSM Cetate Deva | Sala Polivalentă, Constanța Arbitri: Barcan, Ciurea |
| 10 aprilie 2010 11:00 | Mateescu 8         | (10–9)  | Moise 7         | Sala Polivalentă, Constanța Arbitri: Barcan, Ciurea |
| 10 aprilie 2010 11:00 | Cronica            |         |                 | Sala Polivalentă, Constanța Arbitri: Barcan, Ciurea |

| 10 aprilie 2010 11:00 | HC Oțelul Galați | 23 – 23 | HCM Roman | Sala „Siderurgistul”, Galați Arbitri: Pavel, State |
| 10 aprilie 2010 11:00 | Tudor 6          | (11–13) | Mazur 11  | Sala „Siderurgistul”, Galați Arbitri: Pavel, State |
| 10 aprilie 2010 11:00 | 3×               | Cronica | 1×        | Sala „Siderurgistul”, Galați Arbitri: Pavel, State |

| 10 aprilie 2010 11:00 | Universitatea Reșița | 26 – 23 | HCM Buzău | Sala Polivalentă, Reșița Asistență: 300 Arbitri: Stark, Ștefan |
| 10 aprilie 2010 11:00 | Toma 8               | (16–10) | Rusu 5    | Sala Polivalentă, Reșița Asistență: 300 Arbitri: Stark, Ștefan |
| 10 aprilie 2010 11:00 | Cronica              |         |           | Sala Polivalentă, Reșița Asistență: 300 Arbitri: Stark, Ștefan |

| 10 aprilie 2010 11:00 | Știința Baia Mare | 30 – 27 | Rulmentul Brașov | Sala Sporturilor „Lascăr Pană”, Baia Mare Asistență: 800 Arbitri: Iliescu, Manea |
| 10 aprilie 2010 11:00 | Geiger 7          | (19–13) | Pavel 9          | Sala Sporturilor „Lascăr Pană”, Baia Mare Asistență: 800 Arbitri: Iliescu, Manea |
| 10 aprilie 2010 11:00 | 1×                | Cronica | 3×               | Sala Sporturilor „Lascăr Pană”, Baia Mare Asistență: 800 Arbitri: Iliescu, Manea |

| 10 aprilie 2010 11:00 | HC Zalău  | 41 – 23 | CS Știința Bacău | Sala „Avram Iancu”, Zalău Arbitri: Fânață, Moldoveanu |
| 10 aprilie 2010 11:00 | Czeczi 12 | (17–11) | Chiper 6         | Sala „Avram Iancu”, Zalău Arbitri: Fânață, Moldoveanu |
| 10 aprilie 2010 11:00 | Cronica   |         |                  | Sala „Avram Iancu”, Zalău Arbitri: Fânață, Moldoveanu |

| 13 aprilie 2010 18:00 | Oltchim Râmnicu Vâlcea | 42 – 25 | „U” Jolidon Cluj | Sala Sporturilor „Traian”, Râmnicu Vâlcea Arbitri: Eremia, Drăgănescu |
| 13 aprilie 2010 18:00 | Stanca 8               | (22–14) | Dincă 6          | Sala Sporturilor „Traian”, Râmnicu Vâlcea Arbitri: Eremia, Drăgănescu |
| 13 aprilie 2010 18:00 | Cronica                |         |                  | Sala Sporturilor „Traian”, Râmnicu Vâlcea Arbitri: Eremia, Drăgănescu |

În urma meciului din această etapă, CS Oltchim Râmnicu Vâlcea a câștigat matematic campionatul, nemaiputând fi ajunsă la puncte de nici una din celelalte echipe.

### Etapa a XXII-a
| 16 aprilie 2010 15:30 | „U” Jolidon Cluj | 25 – 24 | HC Zalău | Sala Sporturilor „Horia Demian”, Cluj Arbitri: Pavel, State |
| 16 aprilie 2010 15:30 | Crap 7           | (14–13) | Holhoș 8 | Sala Sporturilor „Horia Demian”, Cluj Arbitri: Pavel, State |
| 16 aprilie 2010 15:30 | Cronica          |         |          | Sala Sporturilor „Horia Demian”, Cluj Arbitri: Pavel, State |

| 17 aprilie 2010 11:00 | CS Știința Bacău | 33 – 29 | Rapid București | Sala „Orizont”, Bacău Asistență: 200 Arbitri: Barbu, Nica |
| 17 aprilie 2010 11:00 | Chiper 9         | (18–11) | Mitrea 7        | Sala „Orizont”, Bacău Asistență: 200 Arbitri: Barbu, Nica |
| 17 aprilie 2010 11:00 | Cronica          |         |                 | Sala „Orizont”, Bacău Asistență: 200 Arbitri: Barbu, Nica |

| 17 aprilie 2010 11:00 | HC Dunărea Brăila | 27 – 26 | Știința Baia Mare | Sala Polivalentă „Danubius”, Brăila Asistență: 1.200 Arbitri: Barcan, Ciurea |
| 17 aprilie 2010 11:00 | Jenőfi 10         | (17–18) | Geiger 12         | Sala Polivalentă „Danubius”, Brăila Asistență: 1.200 Arbitri: Barcan, Ciurea |
| 17 aprilie 2010 11:00 | 1×                | Cronica | 5×                | Sala Polivalentă „Danubius”, Brăila Asistență: 1.200 Arbitri: Barcan, Ciurea |

| 17 aprilie 2010 11:00 | HCM Buzău  | 26 – 20 | HC Oțelul Galați | Sala „Romeo Iamandi”, Buzău Arbitri: Gheorghiu, Hagiu |
| 17 aprilie 2010 11:00 | (13–8)     |         |                  | Sala „Romeo Iamandi”, Buzău Arbitri: Gheorghiu, Hagiu |
| 17 aprilie 2010 11:00 | [ Cronica] |         |                  | Sala „Romeo Iamandi”, Buzău Arbitri: Gheorghiu, Hagiu |

| 17 aprilie 2010 11:00 | HCM Roman   | 24 – 25 | CS Tomis Constanța | Sala Polivalentă, Roman Arbitri: Bejenariu, Cârligeanu |
| 17 aprilie 2010 11:00 | Strungaru 6 | (9–13)  | Mateescu 7         | Sala Polivalentă, Roman Arbitri: Bejenariu, Cârligeanu |
| 17 aprilie 2010 11:00 | Cronica     |         |                    | Sala Polivalentă, Roman Arbitri: Bejenariu, Cârligeanu |

| 17 aprilie 2010 12:00 | Rulmentul Brașov | 35 – 29 | Universitatea Reșița | Sala „Dumitru Popescu Colibași”, Brașov Arbitri: Belean, Călina |
| 17 aprilie 2010 12:00 | Pavel, Simion 8  | (17–10) |                      | Sala „Dumitru Popescu Colibași”, Brașov Arbitri: Belean, Călina |
| 17 aprilie 2010 12:00 | Cronica          |         |                      | Sala „Dumitru Popescu Colibași”, Brașov Arbitri: Belean, Călina |

| 22 aprilie 2010 18:00 | CSM Cetate Deva | 29 – 36 | Oltchim Râmnicu Vâlcea | Sala Polivalentă, Deva Asistență: 1.200 Arbitri: Dinu, Șerbu |
| 22 aprilie 2010 18:00 | (14–20)         |         |                        | Sala Polivalentă, Deva Asistență: 1.200 Arbitri: Dinu, Șerbu |
| 22 aprilie 2010 18:00 | Cronica         |         |                        | Sala Polivalentă, Deva Asistență: 1.200 Arbitri: Dinu, Șerbu |

### Etapa a XXIII-a
| 24 aprilie 2010 11:00 | HCM Roman  | 26 – 22 | CSM Cetate Deva | Sala Polivalentă, Roman Arbitri: Belean, Călina |
| 24 aprilie 2010 11:00 | (15–10)    |         |                 | Sala Polivalentă, Roman Arbitri: Belean, Călina |
| 24 aprilie 2010 11:00 | [ Cronica] |         |                 | Sala Polivalentă, Roman Arbitri: Belean, Călina |

| 24 aprilie 2010 11:00 | CS Tomis Constanța | 26 – 24 | HCM Buzău | Sala Polivalentă, Constanța Arbitri: Teglas, Vasilescu |
| 24 aprilie 2010 11:00 | Druțu 6            | (13–6)  |           | Sala Polivalentă, Constanța Arbitri: Teglas, Vasilescu |
| 24 aprilie 2010 11:00 | Cronica            |         |           | Sala Polivalentă, Constanța Arbitri: Teglas, Vasilescu |

| 24 aprilie 2010 11:00 | HC Oțelul Galați | 35 – 28 | Rulmentul Brașov | Sala „Siderurgistul”, Galați Arbitri: Barbu, Nica |
| 24 aprilie 2010 11:00 | Tudor, Țăcălie 9 | (17–13) | Cherăscu 8       | Sala „Siderurgistul”, Galați Arbitri: Barbu, Nica |
| 24 aprilie 2010 11:00 | 6×               | Cronica | 3×               | Sala „Siderurgistul”, Galați Arbitri: Barbu, Nica |

| 24 aprilie 2010 11:00 | Universitatea Reșița | 20 – 24 | HC Dunărea Brăila | Sala Polivalentă, Reșița Arbitri: Iliescu, Manea |
| 24 aprilie 2010 11:00 |                      | (13–14) | Moldovan 9        | Sala Polivalentă, Reșița Arbitri: Iliescu, Manea |
| 24 aprilie 2010 11:00 | Cronica              |         |                   | Sala Polivalentă, Reșița Arbitri: Iliescu, Manea |

| 24 aprilie 2010 11:00 | Știința Baia Mare | 39 – 26 | CS Știința Bacău | Sala Sporturilor „Lascăr Pană”, Baia Mare Asistență: 300 Arbitri: Anton, Stancu |
| 24 aprilie 2010 11:00 | Kovacs 7          | (19–13) | Chiper 9         | Sala Sporturilor „Lascăr Pană”, Baia Mare Asistență: 300 Arbitri: Anton, Stancu |
| 24 aprilie 2010 11:00 | 1×                | Cronica | 4×               | Sala Sporturilor „Lascăr Pană”, Baia Mare Asistență: 300 Arbitri: Anton, Stancu |

| 24 aprilie 2010 11:00 | HC Zalău | 26 – 32 | Oltchim Râmnicu Vâlcea | Sala „Avram Iancu”, Zalău Arbitri: Hendrea, Marta |
| 24 aprilie 2010 11:00 | Holhoș 5 | (15–18) | Nechita 5              | Sala „Avram Iancu”, Zalău Arbitri: Hendrea, Marta |
| 24 aprilie 2010 11:00 | Cronica  |         |                        | Sala „Avram Iancu”, Zalău Arbitri: Hendrea, Marta |

| 24 aprilie 2010 Digi Sport12:00 | Rapid București | 29 – 36 | „U” Jolidon Cluj | Sala „Rapid”, București Arbitri: Barcan, Ciurea |
| 24 aprilie 2010 Digi Sport12:00 | (15–16)         |         |                  | Sala „Rapid”, București Arbitri: Barcan, Ciurea |
| 24 aprilie 2010 Digi Sport12:00 | [ Cronica]      |         |                  | Sala „Rapid”, București Arbitri: Barcan, Ciurea |

### Etapa a XXIV-a
| 29 aprilie 2010 16:00 | „U” Jolidon Cluj | 23 – 27 | Știința Baia Mare | Sala Sporturilor „Horia Demian”, Cluj Arbitri: Stark, Ștefan |
| 29 aprilie 2010 16:00 | Dincă, Joldeș 5  | (13–13) | Geiger 10         | Sala Sporturilor „Horia Demian”, Cluj Arbitri: Stark, Ștefan |
| 29 aprilie 2010 16:00 | 2×               | Cronica | 4×                | Sala Sporturilor „Horia Demian”, Cluj Arbitri: Stark, Ștefan |

| 29 aprilie 2010 17:00 | HC Dunărea Brăila | 30 – 23 | HC Oțelul Galați | Sala Polivalentă „Danubius”, Brăila Arbitri: Drăgănescu, Eremia |
| 29 aprilie 2010 17:00 | (15–11)           |         |                  | Sala Polivalentă „Danubius”, Brăila Arbitri: Drăgănescu, Eremia |
| 29 aprilie 2010 17:00 | [ Cronica]        |         |                  | Sala Polivalentă „Danubius”, Brăila Arbitri: Drăgănescu, Eremia |

| 29 aprilie 2010 17:00 | CS Știința Bacău | 28 – 25 | Universitatea Reșița | Sala „Orizont”, Bacău Arbitri: Marta, Hendrea |
| 29 aprilie 2010 17:00 | Chiper 7         | (16–12) | Toma 9               | Sala „Orizont”, Bacău Arbitri: Marta, Hendrea |
| 29 aprilie 2010 17:00 | Cronica          |         |                      | Sala „Orizont”, Bacău Arbitri: Marta, Hendrea |

| 29 aprilie 2010 17:00 | Rulmentul Brașov | 30 – 31 | CS Tomis Constanța | Sala „Dumitru Popescu Colibași”, Brașov Arbitri: Duță, Florescu |
| 29 aprilie 2010 17:00 | Teodorescu 8     | (17–18) | Tîlvîc 10          | Sala „Dumitru Popescu Colibași”, Brașov Arbitri: Duță, Florescu |
| 29 aprilie 2010 17:00 | Cronica          |         |                    | Sala „Dumitru Popescu Colibași”, Brașov Arbitri: Duță, Florescu |

| 29 aprilie 2010 18:00 | HCM Buzău  | 25 – 23 | HCM Roman | Sala „Romeo Iamandi”, Buzău Arbitri: Barbu, Nica |
| 29 aprilie 2010 18:00 | (12–8)     |         |           | Sala „Romeo Iamandi”, Buzău Arbitri: Barbu, Nica |
| 29 aprilie 2010 18:00 | [ Cronica] |         |           | Sala „Romeo Iamandi”, Buzău Arbitri: Barbu, Nica |

| 29 aprilie 2010 18:00 | CSM Cetate Deva | 26 – 32 | HC Zalău  | Sala Polivalentă, Deva Arbitri: Dordea, Zăuleț |
| 29 aprilie 2010 18:00 | Negoiță 6       | (11–16) | Holhoș 13 | Sala Polivalentă, Deva Arbitri: Dordea, Zăuleț |
| 29 aprilie 2010 18:00 | Cronica         |         |           | Sala Polivalentă, Deva Arbitri: Dordea, Zăuleț |

| 29 aprilie 2010 18:00 | Oltchim Râmnicu Vâlcea | 57 – 24 | Rapid București | Sala Sporturilor „Traian”, Râmnicu Vâlcea Arbitri: Pop, Mokany |
| 29 aprilie 2010 18:00 | Manea 12               | (32–12) |                 | Sala Sporturilor „Traian”, Râmnicu Vâlcea Arbitri: Pop, Mokany |
| 29 aprilie 2010 18:00 | [ Cronica]             |         |                 | Sala Sporturilor „Traian”, Râmnicu Vâlcea Arbitri: Pop, Mokany |

### Etapa a XXV-a
| 26 aprilie 2010 17:00 | Știința Baia Mare | 31 – 35 | Oltchim Râmnicu Vâlcea | Sala Sporturilor „Lascăr Pană”, Baia Mare Asistență: 2.700 Arbitri: Băducu, Voicu |
| 26 aprilie 2010 17:00 | Geiger 9          | (17–18) | Ardean-Elisei, Neagu 5 | Sala Sporturilor „Lascăr Pană”, Baia Mare Asistență: 2.700 Arbitri: Băducu, Voicu |
| 26 aprilie 2010 17:00 |                   | Cronica | 3×                     | Sala Sporturilor „Lascăr Pană”, Baia Mare Asistență: 2.700 Arbitri: Băducu, Voicu |

| 5 mai 2010 12:00 | Rapid București | 30 – 34 | HC Zalău   | Sala „Rapid”, București Arbitri: Anton, Cristea |
| 5 mai 2010 12:00 | Molfea 12       | (15–13) | Gogîrlă 16 | Sala „Rapid”, București Arbitri: Anton, Cristea |
| 5 mai 2010 12:00 | Cronica         |         |            | Sala „Rapid”, București Arbitri: Anton, Cristea |

| 5 mai 2010 18:00 | HCM Buzău  | 28 – 31 | CSM Cetate Deva | Sala „Romeo Iamandi”, Buzău Arbitri: Duță, Florescu |
| 5 mai 2010 18:00 | (14–15)    |         |                 | Sala „Romeo Iamandi”, Buzău Arbitri: Duță, Florescu |
| 5 mai 2010 18:00 | [ Cronica] |         |                 | Sala „Romeo Iamandi”, Buzău Arbitri: Duță, Florescu |

| 5 mai 2010 18:00 | HCM Roman  | 27 – 25 | Rulmentul Brașov | Sala Polivalentă, Roman Arbitri: Belean, Călina |
| 5 mai 2010 18:00 | (16–13)    |         |                  | Sala Polivalentă, Roman Arbitri: Belean, Călina |
| 5 mai 2010 18:00 | [ Cronica] |         |                  | Sala Polivalentă, Roman Arbitri: Belean, Călina |

| 5 mai 2010 18:00 | CS Tomis Constanța | 29 – 27 | HC Dunărea Brăila | Sala Polivalentă, Constanța Arbitri: Pavel, State |
| 5 mai 2010 18:00 | (13–13)            |         |                   | Sala Polivalentă, Constanța Arbitri: Pavel, State |
| 5 mai 2010 18:00 | [ Cronica]         |         |                   | Sala Polivalentă, Constanța Arbitri: Pavel, State |

| 5 mai 2010 18:00 | HC Oțelul Galați | 29 – 21 | CS Știința Bacău       | Sala „Siderurgistul”, Galați Arbitri: Blas, Ghiorghișor |
| 5 mai 2010 18:00 | Trandafir 5      | (15–10) | Agrigoroaiei, Chiper 5 | Sala „Siderurgistul”, Galați Arbitri: Blas, Ghiorghișor |
| 5 mai 2010 18:00 | Cronica          |         |                        | Sala „Siderurgistul”, Galați Arbitri: Blas, Ghiorghișor |

| 5 mai 2010 18:00 | Universitatea Reșița | 28 – 37 | „U” Jolidon Cluj | Sala Polivalentă, Reșița Arbitri: Fânață, Moldoveanu |
| 5 mai 2010 18:00 | (13–16)              |         |                  | Sala Polivalentă, Reșița Arbitri: Fânață, Moldoveanu |
| 5 mai 2010 18:00 | Cronica              |         |                  | Sala Polivalentă, Reșița Arbitri: Fânață, Moldoveanu |

### Etapa a XXVI-a
| 12 mai 2010 18:00 | CSM Cetate Deva   | 41 – 40 | Rapid București | Sala Polivalentă, Deva Arbitri: Fânață, Moldoveanu |
| 12 mai 2010 18:00 | Bardac, Cartaș 11 | (17–20) | Gogîrlă 15      | Sala Polivalentă, Deva Arbitri: Fânață, Moldoveanu |
| 12 mai 2010 18:00 | Cronica           |         |                 | Sala Polivalentă, Deva Arbitri: Fânață, Moldoveanu |

| 12 mai 2010 18:00 | HC Zalău  | 30 – 27 | Știința Baia Mare | Sala „Avram Iancu”, Zalău Arbitri: Pavel, State |
| 12 mai 2010 18:00 | Czeczi 11 | (14–10) | Geiger 6          | Sala „Avram Iancu”, Zalău Arbitri: Pavel, State |
| 12 mai 2010 18:00 | 4×        | Cronica | 5×                | Sala „Avram Iancu”, Zalău Arbitri: Pavel, State |

| 12 mai 2010 18:00 | „U” Jolidon Cluj | 30 – 27 | HC Oțelul Galați | Sala Sporturilor „Horia Demian”, Cluj Arbitri: Barbu, Nica |
| 12 mai 2010 18:00 | (12–12)          |         |                  | Sala Sporturilor „Horia Demian”, Cluj Arbitri: Barbu, Nica |
| 12 mai 2010 18:00 | [ Cronica]       |         |                  | Sala Sporturilor „Horia Demian”, Cluj Arbitri: Barbu, Nica |

| 12 mai 2010 18:00 | CS Știința Bacău | 25 – 33 | CS Tomis Constanța | Sala „Orizont”, Bacău Arbitri: Băducu, Voicu |
| 12 mai 2010 18:00 | Chiper 11        | (11–9)  | Tîlvîc 8           | Sala „Orizont”, Bacău Arbitri: Băducu, Voicu |
| 12 mai 2010 18:00 | Cronica          |         |                    | Sala „Orizont”, Bacău Arbitri: Băducu, Voicu |

| 12 mai 2010 18:00 | Rulmentul Brașov | 30 – 28 | HCM Buzău         | Sala „Dumitru Popescu Colibași”, Brașov Asistență: 1.200 Arbitri: Bejenariu, Cârligeanu |
| 12 mai 2010 18:00 | Cherăscu 12      | (12–14) | Cârstea, Horjea 6 | Sala „Dumitru Popescu Colibași”, Brașov Asistență: 1.200 Arbitri: Bejenariu, Cârligeanu |
| 12 mai 2010 18:00 | Cronica          |         |                   | Sala „Dumitru Popescu Colibași”, Brașov Asistență: 1.200 Arbitri: Bejenariu, Cârligeanu |

| 12 mai 2010 18:00 | HC Dunărea Brăila | 21 – 17 | HCM Roman | Sala Polivalentă „Danubius”, Brăila Arbitri: Din, Dinu |
| 12 mai 2010 18:00 | (11–9)            |         |           | Sala Polivalentă „Danubius”, Brăila Arbitri: Din, Dinu |
| 12 mai 2010 18:00 | [ Cronica]        |         |           | Sala Polivalentă „Danubius”, Brăila Arbitri: Din, Dinu |

| 18 mai 2010 18:00 | Oltchim Râmnicu Vâlcea | 40 – 20 | Universitatea Reșița | Sala Sporturilor „Traian”, Râmnicu Vâlcea Arbitri: Dinu, Șerbu |
| 18 mai 2010 18:00 | (20–12)                |         |                      | Sala Sporturilor „Traian”, Râmnicu Vâlcea Arbitri: Dinu, Șerbu |
| 18 mai 2010 18:00 | [ Cronica]             |         |                      | Sala Sporturilor „Traian”, Râmnicu Vâlcea Arbitri: Dinu, Șerbu |

## Clasamentul marcatoarelor
Actualizat pe 12 mai 2010
| Poz. | Nume                  | Echipă            | Goluri |
| ---- | --------------------- | ----------------- | ------ |
| 1    | Ada Moldovan (ROU)    | HC Dunărea Brăila | 244    |
| 2    | Adriana Holhoș (ROU)  | HC Zalău          | 200    |
| 3    | Melinda Geiger (ROU)  | Știința Baia Mare | 196    |
| 4    | Carmen Cartaș (ROU)   | Cetate Deva       | 178    |
| 5    | Ionela Goran (ROU)    | HCM Buzău         | 176    |
| 6    | Ionela Stanca (ROU)   | Oltchim Vâlcea    | 169    |
| 7    | Simona Vintilă (ROU)  | „U” Jolidon Cluj  | 167    |
| 8    | Roxana Cherăscu (ROU) | Rulmentul Brașov  | 155    |
| 9    | Mihaela Tivadar (ROU) | HCM Roman         | 145    |
| 10   | Katalin Jenőfi (HUN)  | HC Dunărea Brăila | 144    |